# John Churchill (1er duc de Marlborough)
Vous lisez un « bon article » labellisé en 2016.
Pour les articles homonymes, voir Churchill et Marlborough.
L'Angleterre utilise le calendrier julien jusqu'en 1752 alors que la France adopte le calendrier grégorien à partir de 1582. Dans cet article, les dates du calendrier julien sont suivies de (*).
John Churchill, né le 26 mai 1650 à Musbury en Angleterre et mort le 16 juin 1722 à Cumberland Lodge en Angleterre, comte puis 1er duc de Marlborough, est un général et homme politique anglais dont la carrière s’étend sur le règne de cinq monarques du XVIIe au XVIIIe siècle.
D’abord page à la cour de la maison Stuart, il sert loyalement le duc d'York au cours des années 1670 et au début des années 1680, gagnant promotions militaires et politiques par son courage et son habileté diplomatique. Son rôle dans la défaite de la rébellion de Monmouth en 1685 contribue à l’accession de Jacques II au trône, mais Churchill abandonne trois ans plus tard son mentor catholique pour les protestants hollandais et Guillaume d'Orange. Récompensé pour son aide à l’accession au trône de Guillaume III avec le comté de Marlborough, il se distingue dans les premières années de la guerre de Neuf Ans ; cependant, la persistance du jacobitisme provoque sa chute et son emprisonnement temporaire à la tour de Londres. Ce n'est qu'à l’arrivée sur le trône de la reine Anne, en 1702, que Marlborough atteint l'apogée de ses pouvoirs et s'assure gloire et fortune.
Son mariage avec Sarah Jennings, amie intime de la reine, lui assure en premier lieu le poste de commandant en chef des forces britanniques, puis la transformation de son comté en duché. Devenu de facto chef de file des forces alliées pendant la guerre de Succession d'Espagne, ses victoires sur les champs de bataille de Blenheim (1704), Ramillies (1706) et Audenarde (1708) le font rentrer dans l'histoire comme l'un des grands généraux d'Europe. En janvier 1711, à cause de sa relation orageuse avec la reine, Sarah est mise à l'écart de la Cour. Quelques mois plus tard, même s'il a apporté gloire et succès au règne, Marlborough perd ses fonctions pour d'autres raisons. À son retour en Angleterre en 1714, il reprend de l'influence avec l'arrivée au pouvoir de la maison de Hanovre et l'avènement de George Ier à la couronne britannique en 1714, mais à la suite d'une série d'attaques cérébrales, sa santé se détériore progressivement et il meurt le 16 juin 1722.
L'ambition insatiable de Churchill l'a propulsé de l'obscurité au-devant de la scène dans les affaires britanniques et européennes, faisant de lui le plus riche de tous les sujets de la reine Anne. Ses liens familiaux lui ont apporté un réseau de relations sur la scène européenne (sa sœur Arabella est devenue la maîtresse de Jacques II et leur fils, le duc de Berwick, l’un des plus grands maréchaux de Louis XIV). Tout au long des dix campagnes consécutives de la guerre de Succession d'Espagne, Marlborough réussit à former et tenir une coalition discordante par la seule force de sa personnalité, permettant aux armées britanniques d'atteindre un niveau qu'elles n'avaient plus connu depuis le Moyen Âge. Même s'il ne peut obtenir la capitulation totale de ses ennemis, ses victoires font de la Grande-Bretagne une grande puissance européenne, lui assurant ainsi une prospérité croissante au cours du XVIIIe siècle.

## Jeunesse

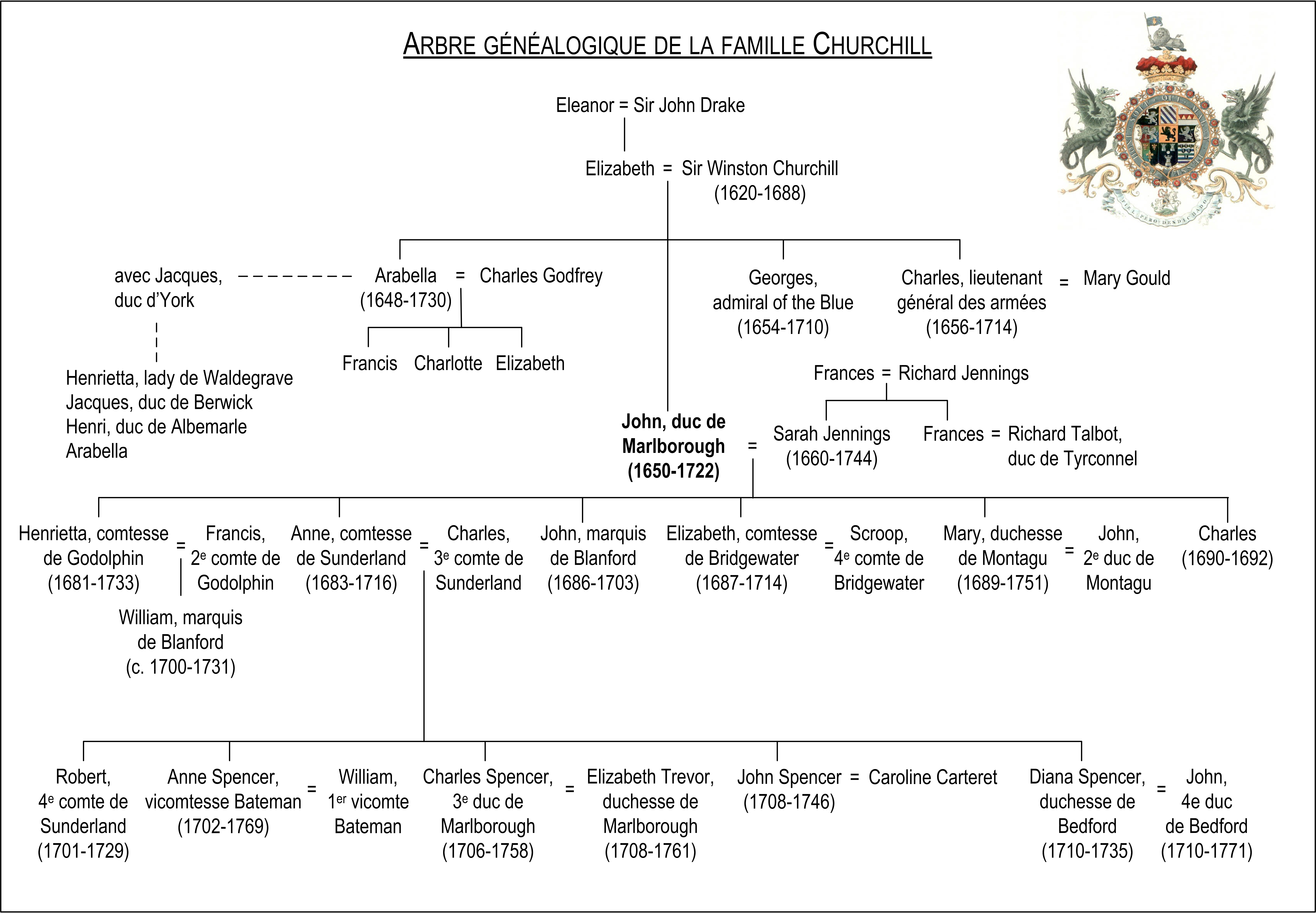
Arbre généalogique du 1er duc de Marlborough, avec les armoiries de la maison Churchill. Puisque le 1er duc meurt sans descendant mâle, sa fille Henrietta devient la 2e duchesse de Marlborough. Lorsqu'elle meurt en 1733, Charles Spencer (fils d'Anne) devient le 3e duc de Marlborough.

### Premières années
À la fin de la Première révolution anglaise en 1651, qui a vu arriver Cromwell au pouvoir, Lady Eleanor Drake reçoit à son domicile de Ashe House sa troisième fille Élisabeth et son mari, Winston Churchill. Contrairement à sa belle-mère qui a soutenu la cause parlementaire, Winston a combattu du côté des perdants et il a, comme tant d'autres cavaliers, été contraint de s'acquitter d'un dédommagement de 446 £ et 18 shillings. Même si Winston a payé l'amende dès 1651, le capitaine des Cavaliers, dont la devise Fiel pero desdichado (« fidèle, mais malheureux ») est encore utilisée aujourd'hui par ses descendants, reste très pauvre.
Winston Churchill et Élisabeth ont au moins neuf enfants, dont quatre meurent en bas âge. Leur fille aînée Arabella naît le 28 février 1649 ; le fils aîné John naît le 26 mai 1650(*). Ils ont deux petits frères : George (1654-1710), qui deviendra Admiral de la Royal Navy, et Charles (1656-1714), futur général qui sert avec John lors de la campagne en Europe. Peu de choses sont connues de l'enfance de John Churchill. Le fait de grandir dans des conditions difficiles à Ashe House, avec des tensions familiales, a peut-être laissé une marque durable sur le jeune Churchill. L'homonyme de son père, le biographe et descendant de John, et célèbre homme d'État britannique Winston Churchill, a affirmé : « [Les conditions de vie à Ashe House] pourraient bien avoir suscité deux notions qui restèrent gravées dans son esprit : d'abord la haine de la pauvreté, ensuite la nécessité de cacher ses pensées et ses sentiments à ceux que leur expression pourrait choquer ».
Après la restauration du roi Charles II en 1660, la situation financière de l'aîné des Churchill s'améliore même si elle reste loin de la prospérité. En 1661, Winston devient député de Weymouth et, comme marque de la faveur royale, il est récompensé pour les pertes qu'il a subies lors de la lutte contre les « Parlementaires » pendant la guerre civile. Ainsi est-il nommé Commissaire aux revendications territoriales irlandaises à Dublin en 1661. Quand Winston part pour l'Irlande l'année suivante, son fils John est inscrit à l'école gratuite de The King's Hospital à Dublin mais, en 1664, à la suite du rappel de son père au poste de greffier subalterne affecté au contrôle de la maison du roi à Whitehall, John se retrouve à la St Paul's School de Londres. La mauvaise situation financière du roi fait que les anciens cavaliers reçoivent peu d'argent en récompense de leur fidélité, mais le monarque est prodigue avec ce qu'il peut offrir et qui ne lui coûte rien : des postes à la cour pour leur progéniture. C'est ainsi que, en 1665, Arabella devient dame d'honneur d'Anne Hyde, la duchesse de York, rejointe quelques mois plus tard par son frère John, en tant que page de son mari, Jacques, duc d'York.

### Premières expériences militaires

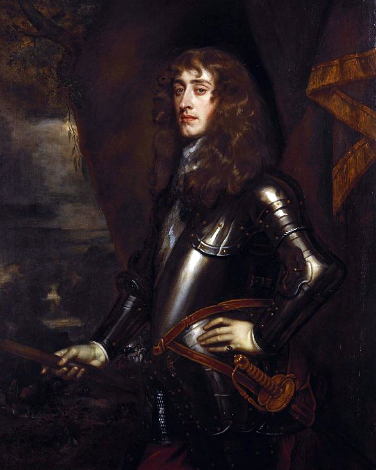
James, duc d'York par Peter Lely, 1665. Le futur Jacques II d'Angleterre est l'un des premiers protecteurs de Churchill.

La passion du duc d'York pour les armées terrestres et navales déteint sur le jeune Churchill. Il accompagne souvent le duc lors de ses inspections des troupes dans les parcs royaux et envisage très vite de devenir soldat. Le 14 septembre 1667(*), il obtient un poste d'enseigne dans la compagnie du roi, la 1re Garde qui deviendra plus tard les Grenadier Guards. Sa carrière s'accélère quand, en 1668, Churchill s'embarque pour Tanger, avant-poste de l'Afrique du Nord récemment obtenu par la dot de Catherine de Bragance, épouse portugaise de Charles II. Loin des fastes de la Cour, Churchill y passe trois ans, effectuant ses premières classes de formation tactique et d'expérience du terrain lors d'escarmouches avec les Maures.
De retour à Londres en février 1671, ses traits et ses manières — décrits par Lord Chesterfield comme « irrésistibles pour un homme ou une femme » — attirent rapidement l'attention dévorante de l'une des maîtresses les plus célèbres du roi, Barbara Villiers, duchesse de Cleveland. Sa liaison avec cette séductrice insatiable s'avère dangereuse. On raconte qu'une fois, à l'arrivée du roi, Churchill a juste le temps de sauter du lit de sa maîtresse et de se cacher dans un placard, mais le roi, expérimenté en la matière, découvre le jeune Churchill qui tombe rapidement à ses genoux ; « Vous êtes un coquin, lui dit Charles, mais je vous pardonne parce que vous le faites pour gagner votre pain ». L'histoire est peut-être apocryphe (une autre version raconte que Churchill a sauté par la fenêtre), mais il est largement admis qu'il est le père de Barbara, la fille de la duchesse, née le 16 juillet 1672(*).

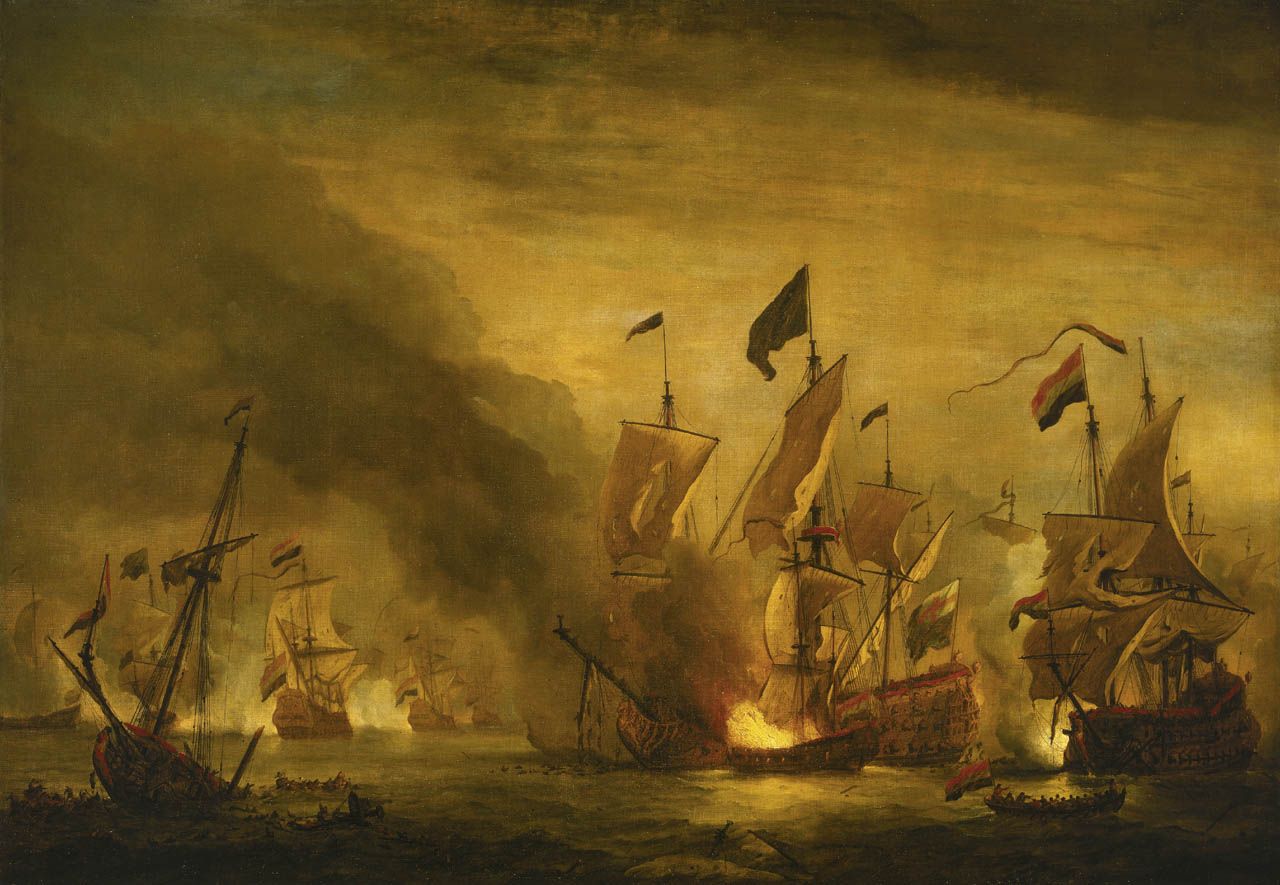
La bataille de Solebay par Willem van de Velde le Jeune. Churchill y apprend les incertitudes et les hasards de la guerre sur mer.

En 1672, Churchill prend à nouveau la mer et, le 7 juin, lors de la bataille de Solebay contre la Marine néerlandaise au large du Suffolk, son comportement valeureux à bord du HMS Prince lui vaut d'être promu — au grand dam de plusieurs officiers supérieurs — capitaine du régiment de l'Amirauté. L'année suivante, il gagne encore une citation élogieuse lors du siège de Maastricht après s'être distingué avec un commando de trente hommes qui vont, successivement, prendre et défendre avec succès une partie de la forteresse. Au cours de cette opération, on crédite Churchill d'avoir sauvé la vie du duc de Monmouth ; lui-même est légèrement blessé, mais gagne encore la reconnaissance de la maison Stuart, ainsi que celle de la maison de Bourbon. Le roi Louis XIV en personne salue l'acte. Churchill acquiert une réputation enviable de courage physique ainsi que l'estime des soldats.
Même si la majorité parlementaire britannique anti-française a forcé l'Angleterre à se retirer de la guerre franco-néerlandaise en 1674, quelques régiments anglais sont restés au service des Français. En avril, Churchill est nommé colonel d'un de ces régiments qui, par la suite, servent avec le maréchal de Turenne. Il est présent à la bataille de Sinsheim en juin 1674 et à celle d'Ensheim en octobre ; il semble aussi qu'il ait été présent à la bataille de Salzbach en juillet 1675, bataille où Turenne est tué. Pendant ces campagnes, il perfectionne son art militaire au contact du maréchal français.

### Mariage avec Sarah Jennings

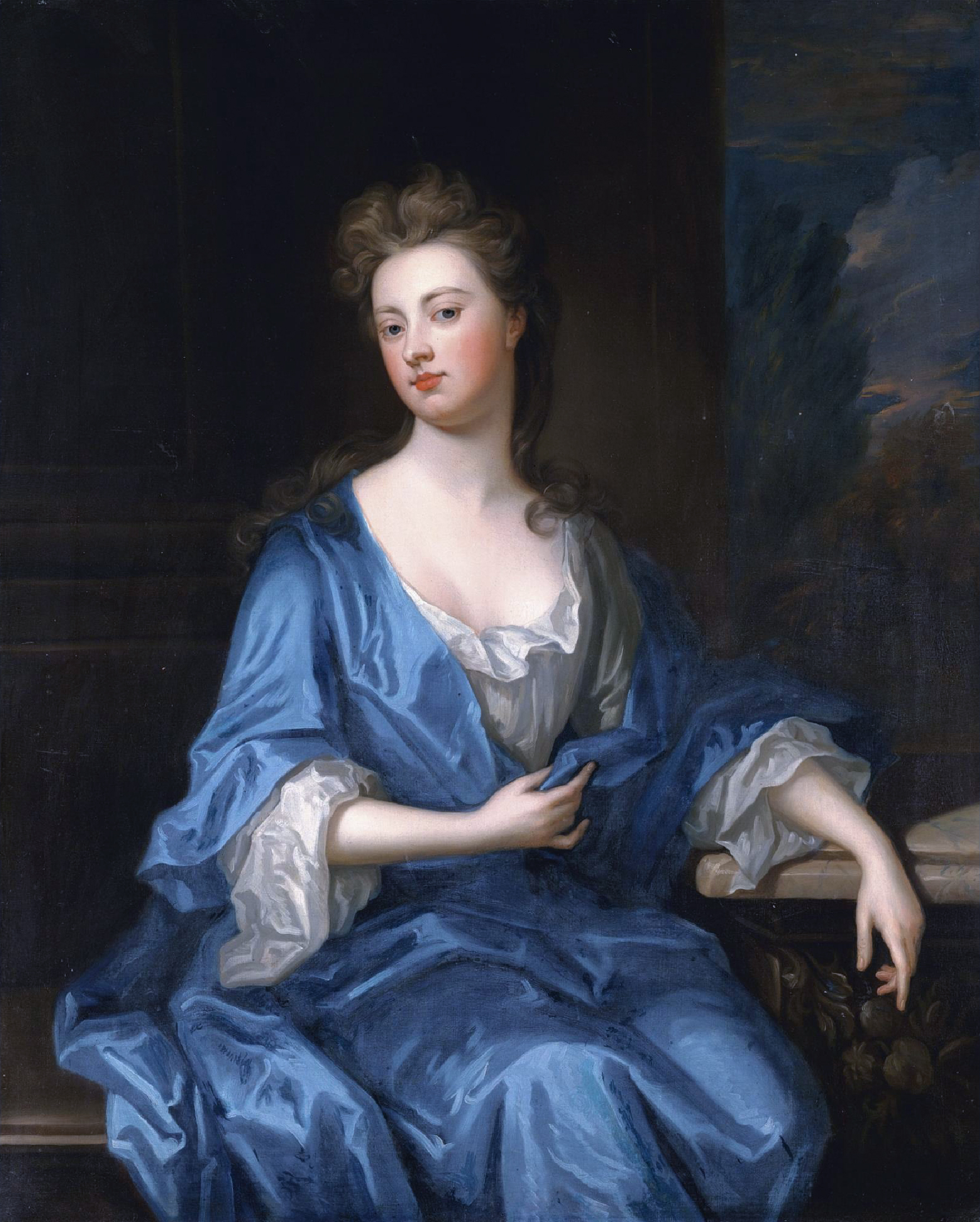
Sarah Churchill, duchesse de Marlborough. Portrait attribué à Godfrey Kneller.

À son retour au palais Saint James, Churchill a son attention attirée vers d'autres sujets et notamment un nouveau visage à la Cour. « Je vous prie de me laisser vous voir aussi souvent que vous le pouvez », plaide-t-il dans une lettre à Sarah Jennings, « je suis sûr que vous devez le faire si vous tenez à mon amour… ». Les origines sociales de Sarah Jennings sont, à bien des égards, similaires à celles de Churchill : petite noblesse endettée et réduite à la pauvreté. Après la mort de son père alors qu'elle a huit ans, Sarah, avec sa mère et ses sœurs, s'installent à Londres. Les Jennings sont de fervents royalistes (même si le grand-oncle de Sarah, James Temple, a été reconnu coupable de régicide) et leur loyauté à la couronne, comme celle des Churchill, se voit récompensée par un emploi à la Cour : en 1673, Sarah a suivi sa sœur Frances à la résidence de la duchesse d'York, Marie de Modène, seconde épouse de Jacques, duc d'York.
Sarah a environ quinze ans quand Churchill revient du continent en 1675 et il semble avoir été presque immédiatement captivé par ses charmes et ses bonnes manières. Elle reçoit, paraît-il, les lettres d'amour de Churchill avec beaucoup de méfiance. Comme sa première maîtresse, Barbara Villiers, a transféré sa résidence à Paris, Sarah nourrit des doutes sur les intentions de Churchill : il pourrait vouloir en faire sa maîtresse plutôt que sa fiancée. Cependant, la cour persistante au cours des mois suivants lui permet de remporter le cœur de la belle et pauvre demoiselle d'honneur. Winston Churchill aurait désiré que son fils épouse la riche Catherine Sedley (probablement pour alléger la fardeau de sa dette), mais le colonel Churchill épouse discrètement Sarah dans le courant de l'hiver 1677-1678, peut-être dans les appartements de la duchesse d'York.

## Les années de crise (1678-1700)

### Au service diplomatique de la Couronne
Lorsque le gouvernement Cavalier du comte de Danby entreprend un changement politique, le pays se prépare à entrer en guerre avec la France. La nouvelle alliance avec les Néerlandais ainsi que l'expansion de l'armée anglaise, ouvrent d'importantes perspectives à Churchill dans les domaines militaire et diplomatique. En avril 1678, accompagné de son ami et homme politique montant Sidney Godolphin, il part pour La Haye afin de négocier une convention sur le déploiement de l'armée anglaise en Flandre. La première intervention du jeune diplomate dans la gestion des affaires publiques est couronnée de succès. Cela lui permet d'entrer en contact avec Guillaume, prince d'Orange, qui est très impressionné par sa finesse, sa courtoisie et ses aptitudes à la négociation. Cette mission aide Churchill à acquérir une vaste expérience que nombre d'autres militaires ne peuvent jamais réaliser. Mais, en raison des tractations secrètes de Charles II avec Louis XIV (Charles n'a pas l'intention de faire la guerre à la France), la mission finit par avorter. En mai, Churchill est nommé au grade temporaire de général de brigade, mais les espoirs d'action sur le continent se révèlent illusoires, les factions belligérantes cherchant la paix et signant le traité de Nimègue.

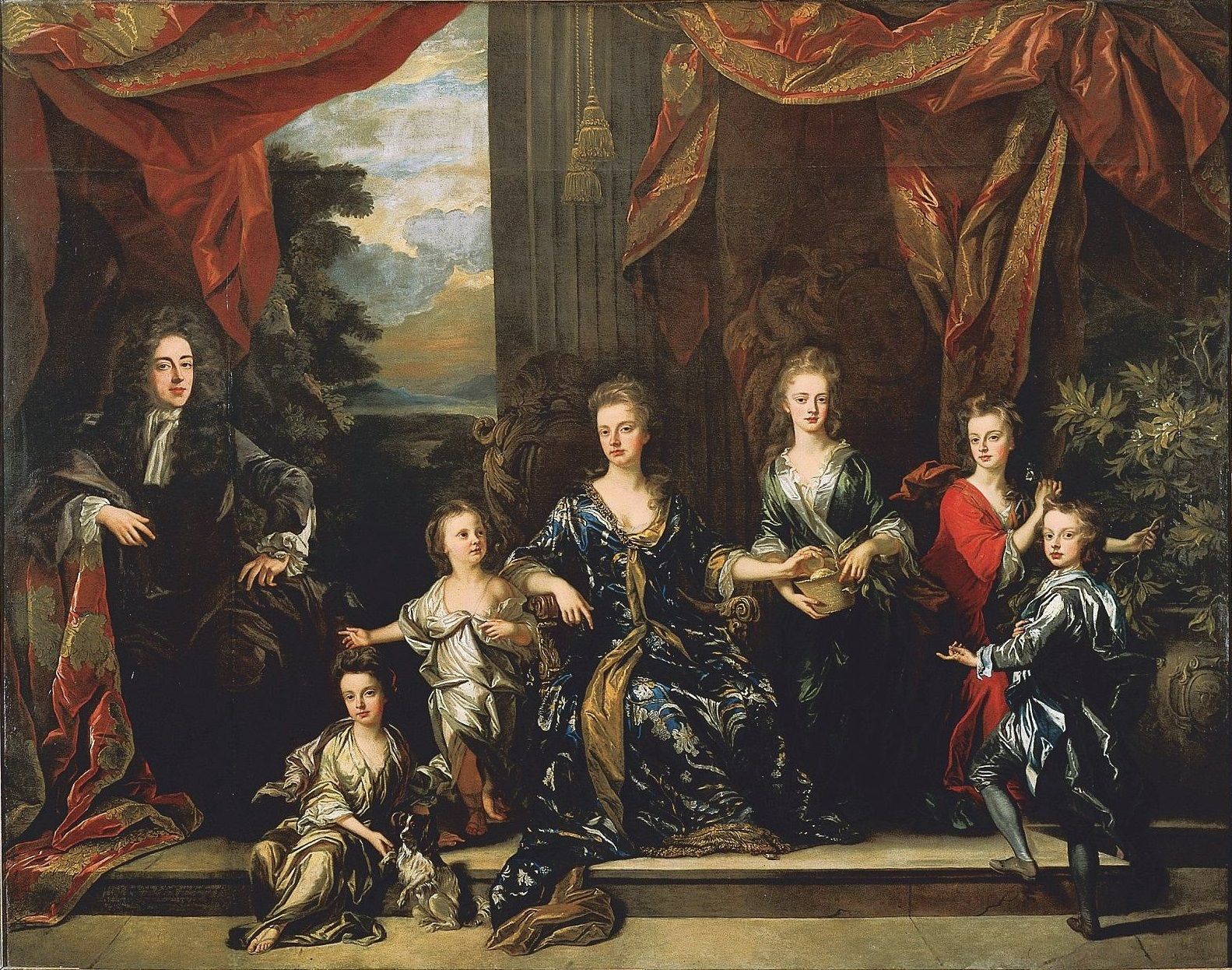
La famille Marlborough vers 1694, par John Closterman. À la gauche du duc se tiennent Elizabeth, Mary, la duchesse, Henrietta, Anne et John.

Lorsque Churchill retourne en Angleterre à la fin de 1678, il constate des changements importants dans la société anglaise. Le pseudo complot papiste fabriqué par Titus Oates et visant à exclure le duc d'York, catholique, de l'accession au trône d'Angleterre, vaut un bannissement et un exil temporaire au futur Jacques II — exil qui va durer près de trois ans. Churchill est obligé de le suivre, d'abord à La Haye puis à Bruxelles, avant d'obtenir la permission de s'installer à Édimbourg. Ce n'est qu'en 1682, après la victoire complète de Charles II sur ses adversaires, que le duc d'York revient à Londres. Pour ses services au cours de la crise, Churchill est fait Lord Churchill d'Eyemouth dans la pairie d'Écosse, le 21 décembre 1682(*) et, l'année suivante, le 19 novembre(*), il est nommé colonel du régiment de la garde royale des dragons.
Les revenus combinés des Churchill leur assurent désormais un certain confort, leur permettant, entre autres, d'entretenir leur résidence à Londres avec sept serviteurs. Ils sont également en mesure d'acheter Holywell House à St Albans (maison de la famille de Sarah Jenning) où leur famille peut bénéficier des avantages de la vie rurale. Pendant leur séjour à Édimbourg, Sarah a donné naissance à Henriette le 19 juillet 1681(*). Une autre fille, Anne, est arrivée en 1684, suivie par John en 1686, Élisabeth en 1687, Mary en 1689 et Charles en 1690, qui meurt à deux ans.
Churchill reprend la vie à la Cour avec enthousiasme. En juillet 1683, on l'envoie sur le continent pour conduire le prince Georges de Danemark en Angleterre pour son mariage arrangé avec la princesse Anne, âgée de dix-huit ans, la fille cadette du duc d'York. Anne ne perd pas de temps en nommant Sarah — dont elle est l'amie passionnée depuis l'enfance — parmi ses dames de compagnie. Leur relation continue à s'épanouir avec le temps, à tel point que Sarah écrira quelques années plus tard : « Me voir était pour elle une joie permanente et se séparer de moi ne serait-ce qu'un instant, une appréhension constante… Cela conduisait même à la jalousie d'un amant. » Pour sa part, Churchill traite la princesse avec une affection respectueuse et s'attache véritablement à elle, assumant — avec le respect dû à la royauté — le rôle d'un champion chevaleresque. À partir de ce moment-là, les Churchill se détachent de plus en plus du cercle catholique de Jacques et se rapprochent de la princesse.

### Contre les rebelles de Monmouth

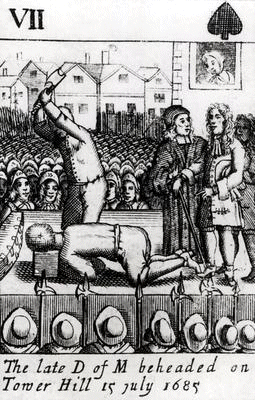
L'exécution de Monmouth à Tower Hill, le 15 juillet 1685. D'autres rebelles, comme Daniel Defoe, eurent plus de chance et réussirent à s'échapper.

À la mort de Charles II en 1685, son frère, le catholique duc d'York, devient roi sous le nom de Jacques II. À la suite de cette succession, John Churchill est nommé gouverneur de la Compagnie de la Baie d'Hudson. Il est également confirmé gentilhomme de la chambre (Gentleman of the Bedchamber) en avril et admis à la pairie d'Angleterre en tant que baron Churchill de Sandridge dans le comté de Hertford, en mai, ce qui lui donne ainsi un siège à la Chambre des lords. Toutefois, le nouveau Parlement est dominé par la rébellion, menée en Écosse par le comte d'Argyll et en Angleterre par le fils illégitime de Charles II, le duc de Monmouth, qui, encouragé par les mécontents et divers conspirateurs whigs (exilés pour leur rôle dans le complot raté de Rye-House), est prêt à prendre ce qu'il considère être son bien : la couronne d'Angleterre.
Pour faire face aux rebelles de Monmouth, Churchill reçoit le commandement de l'infanterie de l'armée royale, mais l'honneur de diriger la campagne est confié au limité, mais très loyal, comte de Feversham. Monmouth débarque à Lyme Regis, le 11 juin(*) mais à un mauvais moment, avec des troupes de paysans mal équipées, mal conseillées et finalement vaincues à la bataille de Sedgemoor dans le Somerset, le 6 juillet 1685(*). Même si Churchill a été subordonné à Feversham, son organisation administrative, son habileté tactique et son courage au combat ont été déterminants dans la victoire. « Sedgemoor n'a peut-être pas été la victoire la plus spectaculaire de John Churchill, écrit l'historien John Tincey, mais elle doit à juste titre être considérée comme sa première ».
Churchill est promu au grade de major-général le 3 juillet(*) mais c'est Feversham qui reçoit la part du lion de la récompense. Churchill n'est pas complètement oublié et, en août, il se voit conféré le grade lucratif de colonel de la troisième troupe de gardes du corps. Pourtant, selon l'historien David Chandler, il est possible que la bataille de Sedgemoor et les persécutions qui s'ensuivent, entraînées par le zèle sanguinaire du juge Jeffreys, aient mis en route chez lui un processus de désillusion qui aboutira à l'abandon de son roi, mécène et ami de longue date, à peine trois ans plus tard. Son maître, cependant, lui a déjà donné des motifs d'inquiétude. « Si le roi doit tenter de changer de religion, est-il réputé avoir fait remarquer à lord Galway peu de temps après la succession de Jacques II, je quitterai immédiatement son service ».

### La révolution anglaise
Churchill termine la campagne de Sedgemoor avec une excellente réputation mais il prend soin de ne pas être considéré comme un sympathisant de la croisade du roi contre les protestants. Jacques II promeut des catholiques dans les institutions royales — comme l'armée — engendrant d'abord des doutes puis la sédition de ses sujets majoritairement protestants et même des membres de sa famille expriment leurs inquiétudes devant le zèle fanatique du roi pour la religion catholique. Lorsque la reine donne naissance à un fils, James Francis Edward Stuart, s'ouvre la perspective d'une lignée de rois catholiques. Certains, comme le comte de Salisbury et le comte de Melfort, ont trahi leur religion pour gagner les faveurs du roi. Churchill est resté fidèle à sa religion et a dit au roi : « J'ai été élevé dans le protestantisme et mon intention est de vivre et de mourir dans cette religion. », et il est également motivé par son intérêt personnel. Aussi, estimant que la politique du monarque peut briser sa carrière ou provoquer une révolution, il ne veut pas envisager de faire comme son malheureux père et se retrouver du côté des vaincus.

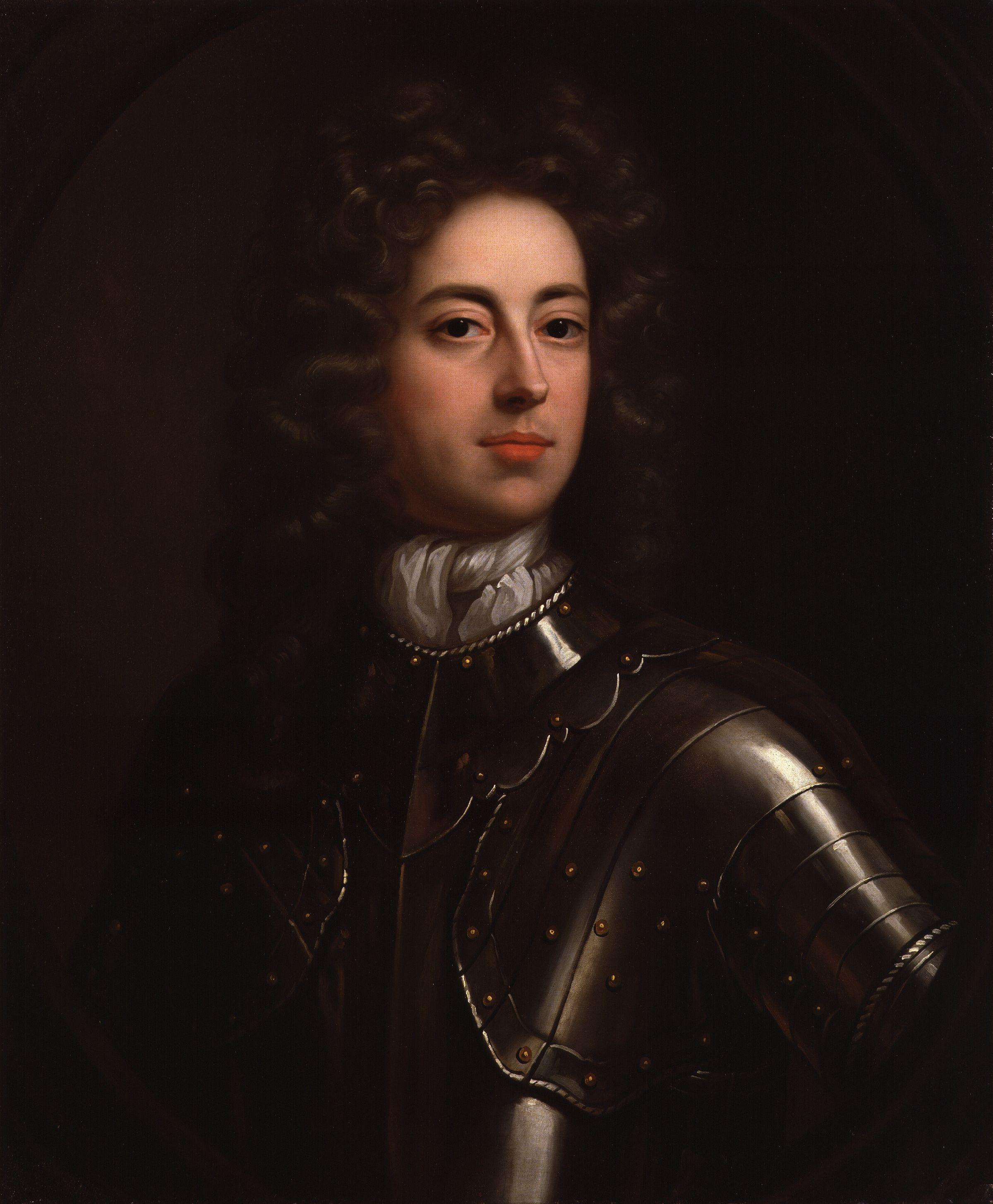
John Churchill (c. 1685-1690) par John Closterman.

Or, à cette époque, sept hommes décident d'inviter la fille aînée de Jacques II et son mari, le stathouder protestant néerlandais, Guillaume, prince d'Orange, à envahir l'Angleterre et prendre le trône. Les signataires de la lettre incluent des whigs, des tories et l'évêque de Londres, Henry Compton. Ils assurent le prince que, « Quatre-vingt quinze pour cent de la population (…) est désireuse de changement ». Guillaume n'a pas besoin d'encouragement supplémentaire. Même si Churchill n'a pas signé l'invitation (il n'a pas, encore, un rang politique suffisant pour être l'un des signataires), il fait part de ses intentions à Guillaume par le biais de son principal contact anglais à La Haye : « Si vous pensez qu'il y a quelque chose que je doive faire, vous n'avez qu'à me commander ». Churchill, comme beaucoup d'autres, recherche le moment opportun pour lâcher Jacques II.
Guillaume débarque à Torbay, le 5 novembre 1688(*) et, de là, conduit son armée à Exeter. Les forces de Jacques II — une fois de plus commandées par Lord Feversham — s'installent à Salisbury, mais peu de ses officiers supérieurs cherchent à combattre ; même la princesse Anne, la fille de Jacques II, écrit à Guillaume pour lui souhaiter « bon succès dans cette si juste entreprise ». Promu au grade de lieutenant-général le 7 novembre(*), Churchill lutte encore aux côtés du roi, mais en affichant de grands transports de joie en apprenant la désertion de lord Cornbury ; il conduit Feversham à demander son arrestation. Churchill encourage ouvertement à la désertion pour défendre la cause orangiste alors que Jacques II continue à hésiter. Il est bientôt trop tard pour agir. Après la réunion du conseil de guerre dans la matinée du 24 novembre(*), Churchill, accompagné de quelque quatre cents officiers et soldats, se glisse hors du camp royal et se dirige vers Guillaume à Axminster. Il a laissé derrière lui une lettre d'excuses et d'auto-justification :

« J'espère que les grands avantages dont je bénéficie grâce à Votre Majesté et qui font que je possède ce que je n'aurais jamais pu attendre d'un autre gouvernement, vont raisonnablement convaincre Votre Majesté et le monde que je suis actionné par un principe supérieur. »

Dans la nuit, la princesse Anne accompagnée de Sarah s'enfuit de Londres et va se réfugier à Nottingham.
Lorsque le roi voit qu'il n'a même pas pu retenir Churchill — depuis si longtemps, son serviteur fidèle et intime — il se désespère. Jacques II, qui, selon les paroles de l'archevêque de Reims, a « abandonné trois royaumes pour une messe », se réfugie en France, emmenant avec lui son fils héritier. Sans coup de feu ou presque, Guillaume, l'époux de Mary, fille aînée de Jacques II, qui a refusé la couronne pour elle-même, devient roi après avoir dû accepter la Déclaration des droits.

### Général deGuillaumeIII

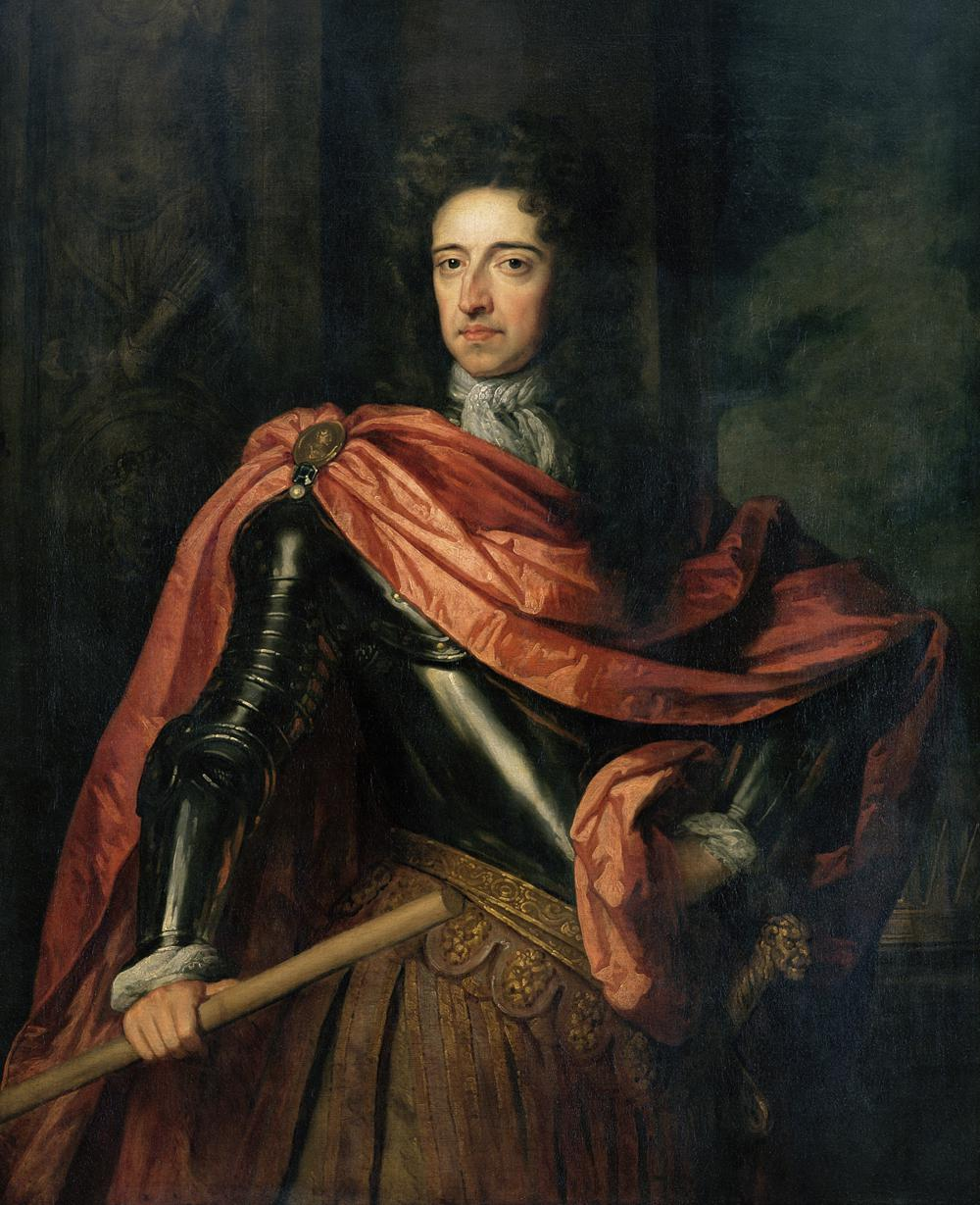
Le roi Guillaume III (1650-1702). Portrait par Godfrey Kneller.

Dans le cadre des promotions lors du couronnement de Guillaume et de Mary, Churchill est fait comte de Marlborough le 9 avril 1689, assermenté au Conseil privé et promu gentilhomme de la Chambre du roi. Cependant, ces promotions provoquent des rumeurs accusatrices de la part des partisans de Jacques II, qui reprochent à Marlborough d'avoir honteusement trahi son ancien roi à des fins personnelles ; Guillaume émet aussi quelques réserves sur l'homme qui a abandonné Jacques II. Même ses défenseurs, comme son descendant le plus célèbre et son biographe, Winston Churchill, ont de la peine à trouver des motifs patriotiques, religieux ou moraux à son action. Selon les écrits de Chandler, il est difficile d'absoudre Marlborough de son absence de compassion, de sa cruauté, de son ingratitude, de son intrigue et de sa trahison envers un homme à qui il devait presque tout.

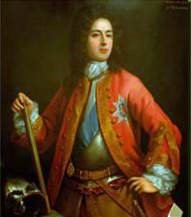
Marlborough à 30 ans, œuvre attribuée à John Riley. L'étoile de l'ordre de la Jarretière a été ajoutée après 1707.

Le premier acte officiel de Marlborough est d'aider à la rénovation de l'armée. Le pouvoir de confirmer ou de mettre à la retraite des officiers et des hommes lui donne la possibilité de se construire un réseau de favoris qui lui sera utile au cours des deux décennies suivantes. La tâche est urgente, car moins de six mois après le départ de Jacques II, l'Angleterre entre en guerre contre la France dans le cadre d'une puissante coalition visant à réduire les ambitions de Louis XIV. En raison de son expérience, on confie à Marlborough la charge des 8 000 soldats britanniques envoyés aux Pays-Bas au printemps de 1689 ; même si la guerre dure neuf ans (1688-1697), il n'y participe que trois ans et principalement à des postes de commandement subalternes. Toutefois, à la bataille de Walcourt, le 25 août 1689, Marlborough reçoit les éloges du commandant allié, le prince de Waldeck : « (…) en dépit de sa jeunesse, il montre une capacité militaire supérieure à celle de la plupart des généraux ayant fait une longue série de guerres (…) C'est assurément un des hommes les plus braves que je connaisse. » En reconnaissance de ses compétences et de sa valeur, Guillaume lui décerne le grade lucratif de colonel du 7e régiment d'infanterie (plus tard, les Royal Fusiliers).
Cependant après Walcourt, la popularité de Marlborough s'estompe. Guillaume III et Mary se méfient de l'influence du couple Marlborough, confidents et partisans de la princesse Anne (dont les prétentions au trône sont plus justifiées que celles de Guillaume). Sarah soutient Anne dans une série de litiges judiciaires avec les souverains, ce qui rend folle de rage la reine Mary qui associe le duc, son mari, dans son animosité. Pourtant, pour le moment, le choc des tempéraments est éclipsé par des événements plus pressants en Irlande où Jacques II a débarqué en mars 1689 pour tenter de retrouver son trône. Lorsque Guillaume part l'affronter en Irlande en juin 1690, Marlborough est devenu commandant de toutes les troupes et milices en Angleterre et a été nommé membre du Conseil des Neuf, chargé de conseiller Mary sur les questions militaires en l'absence du roi, mais Mary fait peu d'effort pour dissimuler son dégoût à cette nomination. « Je ne peux avoir ni confiance ni estime pour lui », écrit-elle à Guillaume.
La victoire de Guillaume III à la bataille de la Boyne, le 1er juillet 1690, oblige Jacques II à abandonner son armée et à fuir vers la France. En août, Marlborough part pour l'Irlande afin d'y conduire sa première expédition (opération menée par voie de terre et de mer sur les ports de Cork et Kinsale au sud de l'Irlande). C'est un projet hardi, novateur, visant à perturber les voies d'approvisionnement jacobite, un de ces projets que le comte conçoit et exécute avec un succès exceptionnel. Cork tombe le 27 septembre et Kinsale suit à la mi-octobre. Si la campagne ne met pas fin à la guerre en Irlande, comme l'espérait Marlborough, elle lui enseigne l'importance de la précision, de la logistique, de la nécessité de coopération et de tact lorsqu'on travaille aux côtés d'autres hauts commandants alliés. Il lui faudra cependant dix ans avant de se retrouver chargé d'une mission équivalente.

### Démission et disgrâce
Guillaume III reconnaît les qualités de Marlborough comme soldat et stratège mais refuse de lui attribuer l'ordre de la Jarretière et de le nommer commandant en chef de l'artillerie, ce qui ulcère l'ambitieux comte qui ne cache pas sa déception. Profitant de son influence au Parlement et dans l'armée, Marlborough y attise le mécontentement contre le roi, lui reprochant ses préférences à nommer des commandants étrangers et voulant ainsi l'obliger à changer de comportement. Mais, conscient de cela, Guillaume commence à son tour à faire part ouvertement de sa méfiance à l'égard de Marlborough ; l'envoyé de l'électeur de Brandebourg à Londres entendant par hasard comment Marlborough traite le roi fait remarquer que « si ignoblement dénigré par Marlborough, s'il n'avait pas été roi, il aurait dû le défier en duel ».

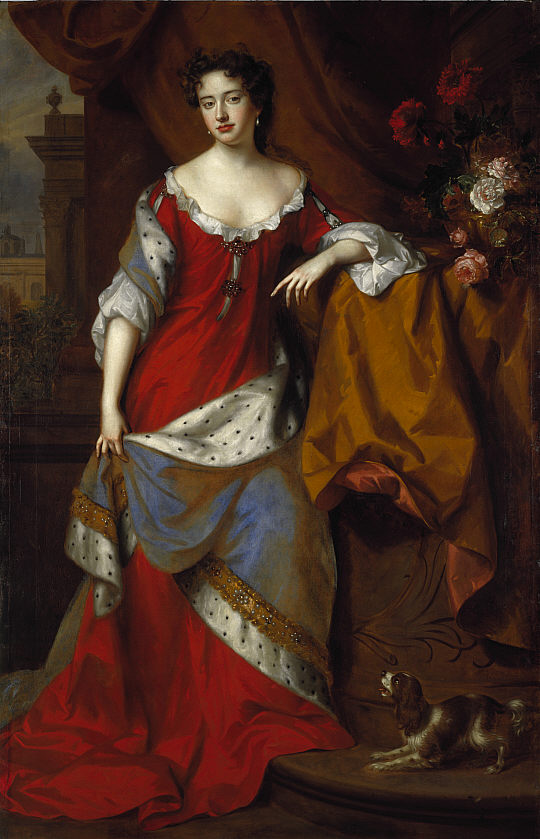
La princesse Anne en 1683 par Willem Wissing. Quand Marie meurt sans enfant, en 1694, sa sœur Anne devient héritière du trône.

À partir de janvier 1691, Marlborough se met en relation avec les partisans de Jacques II exilé au château de Saint-Germain-en-Laye. Il est désireux d'obtenir le pardon de l'ancien roi qu'il a abandonné en 1688, pardon essentiel pour le succès de sa future carrière dans le cas, pas tout à fait impossible, d'une restauration jacobite. De son côté, Jacques II a maintenu le contact avec ses partisans en Angleterre qui ont pour objectif principal de le rétablir sur le trône. Guillaume III est au courant des contacts de Marlborough et d'autres de ses sujets, comme Godolphin et le duc de Shrewsbury, mais il considère leurs doubles jeux davantage comme une politique de précaution que comme un soutien explicite à l'ancien Régime. Marlborough ne souhaite pas une restauration jacobite, mais Guillaume, conscient de ses qualités militaires et politiques, sait le danger que peut représenter le comte : « Guillaume n'est pas enclin à la peur », écrit l'historien Thomas Macaulay, « mais, s'il y a quelqu'un sur la terre qu'il craint pardessus tout, c'est Marlborough ».
Au retour de Guillaume et Marlborough d'une campagne sans incident dans les Pays-Bas espagnols en octobre 1691, leur relation se détériore encore. En janvier 1692, la reine, irritée par les intrigues de Marlborough au Parlement, dans l'armée et même avec Jacques II à Saint-Germain-en-Laye, ordonne à Anne de congédier Sarah de sa maison, ce qu'Anne refuse. Ce conflit, mesquin des deux côtés, précipite la chute de Marlborough. Le 20 janvier, le comte de Nottingham, secrétaire d'État, ordonne à Marlborough de rendre tous ses postes et sièges, tant civils que militaires, et lui demande de se considérer comme congédié et interdit à la Cour. Aucune raison ne lui est donnée, mais les sympathisants de Marlborough sont scandalisés : Shrewsbury exprime sa désapprobation à haute voix et Godolphin menace de se retirer du gouvernement. L'amiral Russell, devenu commandant en chef de la Marine, accuse le roi d'ingratitude envers l'homme qui « lui a mis la couronne sur la tête ».

### Haute trahison
Le nadir de la fortune de Marlborough n'est pas encore atteint. Le printemps de 1692 apporte de nouvelles menaces d'une invasion française et de nouvelles accusations de trahison jacobite. Agissant sur le témoignage d'un certain Robert Young, la reine fait arrêter tous les signataires d'une lettre visant au rétablissement de Jacques II et à l'arrestation de Guillaume III. Marlborough, figurant parmi les signataires, est enfermé à la tour de Londres le 4 mai(*). Il y reste pendant cinq semaines et son angoisse est aggravée par la nouvelle de la mort de son fils cadet Charles, le 22 mai(*). Les lettres de Young se révèlent finalement être des faux et Marlborough est libéré le 15 juin(*), mais il continue sa correspondance avec Jacques, ce qui conduit à l'incident de la lettre de « la baie de Camaret » de 1694.
Depuis plusieurs mois, les Alliés ont planifié une attaque sur Brest. Les Français ont reçu des renseignements sur un assaut imminent, ce qui permet au maréchal de Vauban de renforcer les défenses et la garnison de la ville. Inévitablement, l'attaque du 18 juin, dirigée par Thomas Tollemache, s'achève par un désastre, la plupart de ses hommes sont tués ou capturés et Tollemache meurt de ses blessures peu après. Bien que les preuves manquent, les détracteurs de Marlborough affirment que c'est lui qui a alerté l'ennemi. Thomas Macaulay explique que c'est dans une lettre du 3 mai 1694 que Marlborough révèle le plan des Alliés à Jacques II, étant ainsi sûr que le débarquement échouera et que Tollemache, rival de talent, sera tué ou discrédité. Des historiens comme John Paget et C. T. Atkinson concluent qu'il a probablement écrit la lettre, mais qu'il l'a fait seulement lorsqu'il a su qu'elle serait reçue trop tard pour que ses informations soient d'une quelconque utilité (les plans de l'attaque sur Brest étaient largement connus et les Français avaient déjà commencé à renforcer leurs défenses en avril). Pour le biographe Richard Holmes, la preuve liant Marlborough à la lettre de la baie de Camaret (lettre qui n'existe plus), est mince, et il conclut : « Il est très difficile d'imaginer un homme aussi prudent que Marlborough, récemment soupçonné de trahison, écrivant une lettre qui provoquera sa mort si elle tombe en de mauvaises mains ». De son côté, l'historien David Chandler conjecture que « tout l'épisode est si obscur et si peu concluant qu'il n'est pas encore possible de rendre une décision définitive. On doit en somme attribuer à Marlborough le bénéfice du doute ».

### Réconciliation
La mort de Mary, le 28 décembre 1694(*) aboutit à une réconciliation officielle mais dépourvue de la moindre chaleur entre Guillaume III et Anne, désormais héritière du trône. Marlborough espère que le rapprochement aboutira à son propre retour en grâce mais, si lui et Lady Marlborough sont autorisés à revenir à la Cour, le comte ne reçoit pas d'affectation.
En 1696, Marlborough, avec Godolphin, Russell et Shrewsbury, se retrouve encore une fois impliqué dans un complot en faveur de Jacques II, cette fois lancé par le militant jacobite John Fenwick. Les accusations sont finalement rejetées comme pure fabrication de Fenwick qui est exécuté — le roi est resté incrédule aux accusations — mais ce n'est qu'en 1698, un an après le traité de Ryswick mettant fin à la guerre de la Ligue d'Augsbourg, que la page est définitivement tournée et que les relations entre Guillaume et Marlborough s'améliorent. Sur recommandation de Lord Sunderland (dont la femme est une amie de Lady Marlborough), Guillaume finit par offrir à Marlborough un poste de gouverneur du duc de Gloucester, le fils aîné d'Anne. Il lui rend également son poste au Conseil privé, avec son grade militaire. Lorsque Guillaume part pour la Hollande en juillet, Marlborough est l'un des membres de la Haute Cour de justice chargé de diriger le pays en son absence, mais il lui est difficile de concilier ses convictions conservatrices avec celles de serviteur dévoué du roi et il se plaint : « la froideur du roi me poursuit encore aujourd'hui ».

## Fin de vie (1700-1722)

### Guerre de Succession d'Espagne

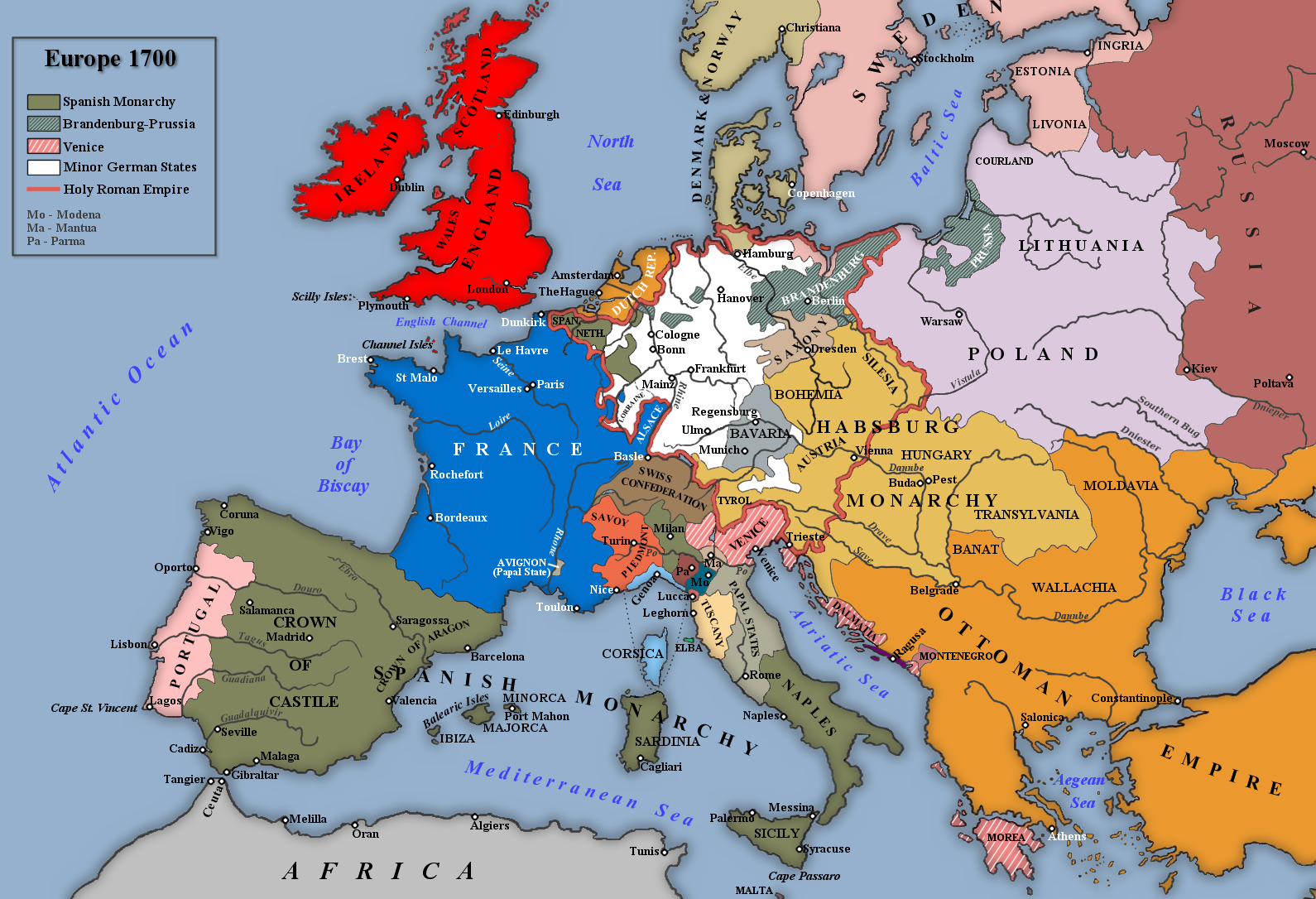
L'Europe au début de la guerre de succession d'Espagne. Marlborough combattit surtout aux Pays-Bas.

Avec la mort du roi Charles II d'Espagne, infirme et sans descendance, le 1er novembre 1700, se pose le problème de la succession au trône d'Espagne et du contrôle ultérieur de son empire. Une fois de plus, l'Europe va se lancer dans la guerre : la guerre de Succession d'Espagne. En effet, sur son lit de mort, Charles II a légué son royaume au petit-fils de Louis XIV, Philippe, duc d'Anjou. L'union des royaumes espagnols et français sous la coupe de la maison de Bourbon est une menace inacceptable pour la Grande-Bretagne, la République néerlandaise et l'empereur germanique du Saint-Empire, Léopold Ier, qui revendique le trône d'Espagne. Se rendant compte que sa santé se détériore (il estime n'avoir plus que peu de temps à vivre) et connaissant l'influence du comte sur la future reine, la princesse Anne, Guillaume III décide d'attribuer à Marlborough une place centrale dans les affaires européennes. Il l'envoie à La Haye pour le représenter, commander les forces armées britanniques et négocier l'organisation d'une nouvelle coalition pour s'opposer à la France et à l'Espagne.

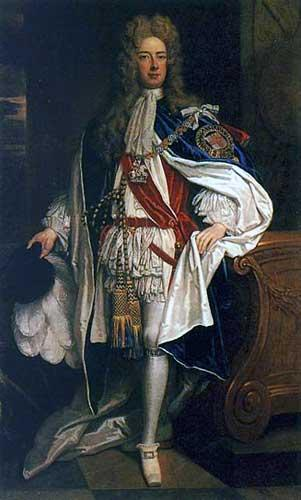
John Churchill, 1er duc de Marlborough par Godfrey Kneller.

Le 7 septembre 1701, le traité de la Deuxième Grande Alliance est dûment signé par les représentants britannique, germanique et néerlandais. Il veut contrecarrer les ambitions de Louis XIV et la puissance des Bourbons. Cependant Guillaume ne verra pas la déclaration de guerre de l'Angleterre. Le 8 mars 1702, déjà en mauvaise santé, le roi meurt des suites de blessures consécutives à un accident de cheval. Sa belle-sœur Anne est immédiatement proclamée reine. La mort du roi provoque d'abord un certain désarroi dans la coalition et le comte Wratislaw (en) écrit : « Notre plus grande consolation dans cette situation, c'est Marlborough qui connait toute la situation et qui, en raison de son crédit auprès de la reine, peut tout faire ». Ce crédit profite également à ses amis de longue date. Soucieux de récompenser Marlborough pour ses talents de diplomate et de guerrier en Irlande et sur le continent, Anne en fait le commandant en chef de l'artillerie — poste qu'il désire depuis longtemps —, un chevalier de l'ordre de la Jarretière et le capitaine général de ses armées en Angleterre et à l'étranger. Comme Lady Marlborough a été promue groom of the stole (dame d'atours et gardienne de la cassette), les Marlborough ont désormais des responsabilités correspondant à leur rang et jouissent d'un revenu annuel conjoint de plus de 60 000 £ et d'une influence sans égale à la Cour.

### Début des campagnes
Le 4 mai 1702(*), l'Angleterre déclare officiellement la guerre à la France. Marlborough reçoit le commandement des forces anglaises, hollandaises et impériales alors qu'il n'a pas encore commandé de grande armée et a une expérience bien moindre que la douzaine de généraux hollandais ou impériaux qui doivent maintenant travailler sous ses ordres. Son commandement a toutefois ses limites. En tant que capitaine-général, il peut donner des ordres aux généraux hollandais uniquement lorsque les troupes des Provinces-Unies sont en action avec les siennes ; les autres fois, il doit faire preuve de tact et de persuasion pour obtenir le consentement des accompagnateurs hollandais ou des représentants politiques des États généraux des Provinces-Unies. Or ceux-ci bloquent de nombreuses tentatives d'assaut quand les forces françaises sont dans une situation difficile et les Alliés prêts à remporter une victoire facile. Néanmoins, malgré la lassitude initiale de ses alliés, le duc a bien commencé la campagne des Pays-Bas espagnols, principal théâtre de cette guerre de Succession. Après avoir repoussé les troupes du maréchal de Boufflers, il s'empare de Venlo, Ruremonde, Stevensweert et Liège, ce qui lui vaut en décembre la reconnaissance publique de la reine. Il est promu duc de Marlborough.
Le 9 février 1703(*), peu de temps après sa promotion, sa fille Élisabeth épouse Scroop Egerton, comte de Bridgewater. En été, sa fille Mary se fiance avec John Montagu, héritier du comte et, plus tard, duc de Montagu ; ils se marieront le 20 mars 1705(*). Leurs deux filles aînées sont déjà mariées : Henrietta à Francis (fils de Sidney Godolphin) depuis avril 1698, et Anne à Charles Spencer depuis 1700. Toutefois, les espoirs de Marlborough de fonder une grande dynastie reposent sur son fils aîné et seul garçon survivant, John, qui, depuis la promotion de son père, porte le titre de courtoisie de marquis de Blandford. Malheureusement, alors qu'il est étudiant à Cambridge au début de 1703, le jeune homme, âgé de 17 ans, contracte la variole. Ses parents se précipitent à ses côtés mais, le samedi matin du 20 février(*), le garçon meurt, drame qui plonge le duc dans « le plus grand chagrin du monde ».
Malgré la douleur de Sarah, le duc retourne à La Haye au début de mars. À présent, le maréchal de Villeroi remplace Boufflers comme commandant en chef des forces françaises aux Pays-Bas espagnols. Alors que Churchill veut se diriger vers Paris, ses alliés hollandais l'obligent à s'emparer de Bonn et, quand il revient sur Anvers, il est battu par l'armée française le 30 juin et perd plusieurs milliers d'hommes. Il doit alors se contenter de la prise de villes secondaires comme Huy et Limbourg. Sur le plan intérieur, le duc se heurte également à de la résistance. Le gouvernement conservateur modéré, avec Godolphin comme lord trésorier et Robert Harley comme président de la Chambre des communes, est freiné et souvent en opposition avec ses collègues high tories ultra-conservateurs qui veulent favoriser l'emploi de la Royal Navy pour augmenter les avantages commerciaux anglais et permettre une expansion coloniale outre-mer. Pour ces conservateurs, une bataille sur mer est préférable à une sur terre, et prendre une ville côtière préférable à prendre une ville à l'intérieur des terres. En revanche, les whigs, conduits par leur « Junto », soutiennent avec enthousiasme la stratégie du gouvernement tory de porter la guerre au cœur de la France. Ce soutien a faibli quelque peu après la récente campagne des Alliés, mais le duc, dont les capacités diplomatiques ont permis de tenir groupée une Grande Alliance très dissonante, est un général de renommée internationale, et le peu de succès de 1703 est bientôt éclipsé par la campagne de Blenheim.

### Blenheim et Ramillies

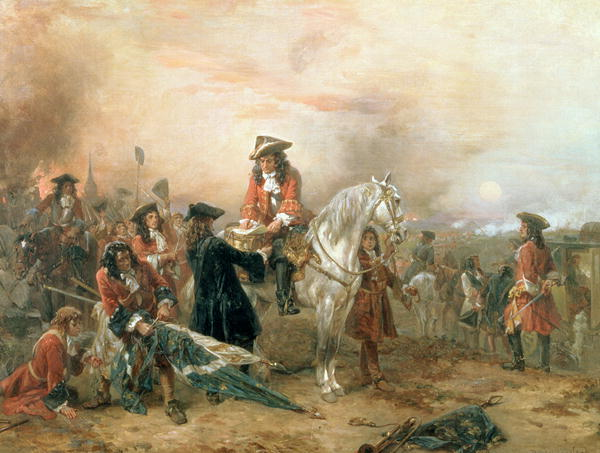
Marlborough écrivant la dépêche de Blenheim à Sarah : Je n'ai que le temps de vous prier d'offrir mes hommages à la reine, et d'informer sa Majesté que son armée a remporté une victoire éclatante. M. de Tallard et deux autres généraux sont dans ma voiture, et je suis à la poursuite des vaincus. Le porteur, mon aide-de-camp, le colonel Parke, donnera à sa Majesté plus de détails; et je les donnerai moi-même plus au long dans un jour ou deux,,.

Pressée par les Français et les Bavarois, qui ont pris le parti des Français, à l'ouest et les rebelles hongrois à l'est, l'Autriche doit entrer en guerre. Les inquiétudes sur Vienne et la situation dans le Sud de l'Allemagne convainquent Marlborough de la nécessité de lui envoyer de l'aide sur le Danube, mais prendre une telle initiative demande beaucoup d'audace. Dès le début, le duc décide de tromper les Néerlandais qui n'accepteront jamais un affaiblissement important des forces alliées dans les Pays-Bas espagnols. Aussi, Marlborough commence par déplacer ses troupes sur la Moselle (plan approuvé par La Haye) mais, une fois parvenu à destination, il a l'intention d'abandonner les Néerlandais et de se rendre plus au sud pour rejoindre les forces autrichiennes stationnées dans le Sud de l'Allemagne.

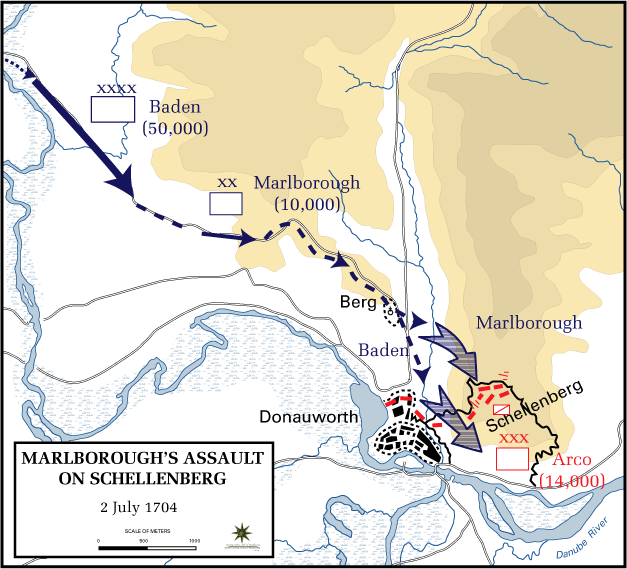
L'assaut du Schellenberg par les troupes de Marlborough.

Une heureuse combinaison de ruses et une conduite magistrale des opérations permettent à Marlborough d'arriver à ses fins. Après avoir parcouru quelque 400 km depuis les Pays-Bas jusqu'aux rives du Danube, les Alliés livrent une série de combats aux forces franco-bavaroises envoyées à leur rencontre. Le premier affrontement important se produit le 2 juillet 1704 lorsque Marlborough et le prince Louis de Bade prennent d'assaut les hauteurs de Schellenberg à Donauwörth. Toutefois, le principal événement a lieu le 13 août, quand Marlborough, assisté du prince Eugène de Savoie, inflige une cuisante défaite au maréchal de Tallard et à l'électeur de Bavière lors de la bataille de Blenheim. Toute la campagne, que l'historien John A. Lynn décrit comme l'un des plus grands exemples de marches et de combats avant Napoléon Ier, est un modèle de planification, de logistique, de compétences tactiques et opérationnelles. Tous ces succès alliés changent le cours du conflit. La Bavière est éliminée de la guerre et les espoirs entretenus par Louis XIV d'une victoire rapide se trouvent détruits. Après les chutes des villes de Landau sur le Rhin et de Trêves, puis de Trarbach sur la Moselle, Marlborough apparaît comme le meilleur général de son époque. Même les conservateurs, qui ont déclaré qu'ils le briseront s'il échoue, ne peuvent pas totalement cacher leur admiration patriotique.

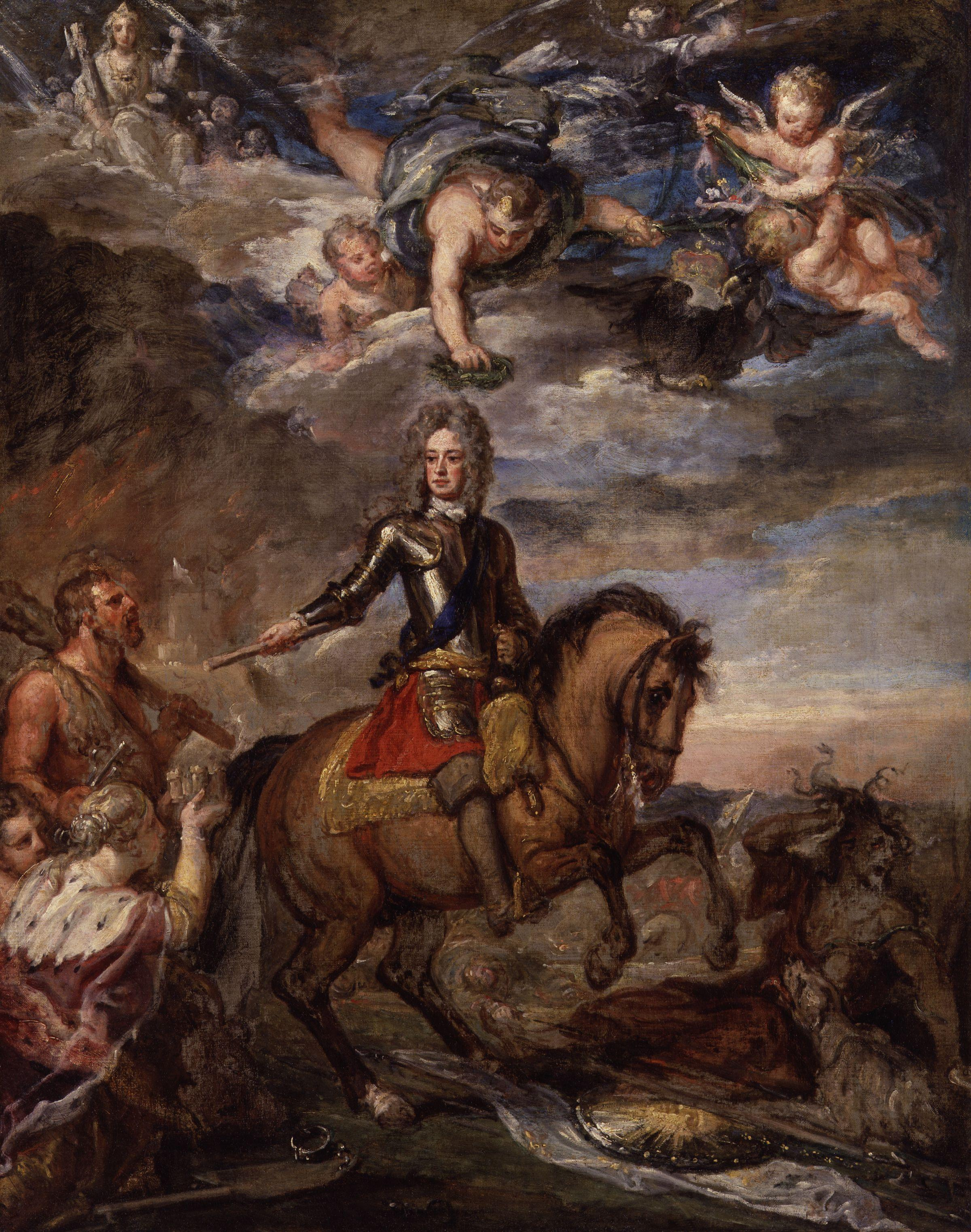
John Churchill, 1er duc de Marlborough par Godfrey Kneller. Ce tableau montre Marlborough, triomphateur, après les victoires de Blenheim et de Ramillies.

La reine attribue à son favori le domaine de Woodstock et lui promet la construction en ce lieu d'un palais commémoratif de sa grande victoire de Blenheim. Mais, depuis son accession au trône, ses relations avec Sarah se sont progressivement distendues. Le duc et la duchesse ont vu grandir leurs pouvoirs notamment en raison de leur intimité avec Anne, mais les attaques incessantes de la duchesse contre les tories (Sarah est une fervente whig) la coupent de la reine, dont les inclinations naturelles vont vers les conservateurs, fervents partisans de l'Église d'Angleterre. Pour sa part, Anne n'est plus l'adolescente timide qu'a dominée si facilement sa belle amie ; elle est fatiguée du harcèlement politique auquel Sarah la soumet, tout comme de ses manières de plus en plus hautaines qui finiront par détruire leur amitié et saper la situation de son mari.
Pendant la marche du duc sur le Danube, l'empereur Léopold Ier de Habsbourg propose à Marlborough de le faire prince du Saint-Empire romain en lui offrant la petite principauté de Mindelheim. La reine accepte la récompense mais, après les succès de 1704, la campagne de 1705 apporte peu de raisons de satisfaction sur le continent. Le projet d'invasion de la France par la vallée de la Moselle est abandonné, obligeant le duc à se retirer vers les Pays-Bas. Bien que Marlborough a percé les lignes de Brabant à Eliksem en juillet, l'indécision des Alliés et les considérables hésitations néerlandaises (toujours inquiets de la sécurité de leur pays d'origine) empêchent le duc de pousser son avantage. Les Français et les conservateurs anglais rejettent les arguments selon lesquels l'obstructionnisme néerlandais a privé Marlborough d'une grande victoire en 1705, se convainquent que Blenheim a été un coup de chance, et que Marlborough est un général que l'on ne doit pas craindre.
Les premiers mois de 1706 s'avèrent également frustrants pour le duc car les généraux de Louis XIV remportent leurs premiers succès en Italie et en Alsace. Ces revers contrecarrent les plans originaux de l'Anglais pour la campagne à venir, mais il ne tarde pas à ajuster ses projets et à marcher vers le territoire ennemi. Louis XIV, tout aussi déterminé à se battre et à venger Blenheim, lance son commandant en chef, le maréchal de Villeroi, à la recherche de M. « Marlbrouck ». La bataille de Ramillies aux Pays-Bas espagnols, le 23 mai, est peut-être la plus réussie de Marlborough, étant l'une au cours de laquelle il a tiré son épée au moment décisif, mais aussi où il voit la mort de près. En effet, au moment où son écuyer l'aide à monter à cheval, un boulet de canon français lui passe entre les jambes et tue son écuyer. Les Alliés accusent moins de trois mille morts et blessés (beaucoup moins qu'à Blenheim) alors que sa victoire coûte à l'ennemi quelque vingt mille victimes. Pour les Français, il s'agit là, selon les mots du maréchal de Villars, de la « déroute la plus honteuse, humiliante et désastreuse ». La campagne est un triomphe opérationnel sans pareil pour le général anglais. Les villes tombent les unes après les autres aux mains des Alliés. « On dirait vraiment plus un rêve que la vérité », écrit-il à Sarah. Avec la déroute de l'armée française à la bataille de Turin en septembre, 1706 s'avère une année miraculeuse pour les armées alliées.

### Disgrâce
Alors que Marlborough combat aux Pays-Bas, une série de rivalités personnelles va être en partie à l'origine du renversement général de sa situation. Les whigs, qui sont les principaux partisans de la guerre, menacent le poste de Sidney Godolphin. Comme condition pour soutenir le gouvernement lors de la prochaine session parlementaire, ils demandent un partage du pouvoir avec la nomination d'un membre éminent de leur junte, le comte de Sunderland (le beau-fils de Marlborough), au poste de Secrétaire d'État. La reine — qui déteste Sunderland et la junte — refuse d'être dominée par un parti unique et s'oppose farouchement, mais Godolphin, de plus en plus dépendant des whigs, a peu de marge de manœuvre. En plus de Sarah au comportement peu diplomatique qui revient sans cesse à la charge, Godolphin presse la reine de se soumettre aux exigences des whigs. En désespoir de cause, Anne finit par céder et Sunderland reçoit son affectation ; cependant, les relations entre Godolphin, Sarah et la reine ont pris un coup sévère et Anne commence à se tourner de plus en plus vers une nouvelle favorite, Abigail Masham, une cousine de Sarah. Anne est aussi devenue de plus en plus tributaire de l'avis de Robert Harley, qui, convaincu que la politique d'apaisement du duumvirat est inutile, s'est installé comme conseiller alternatif auprès de la reine.

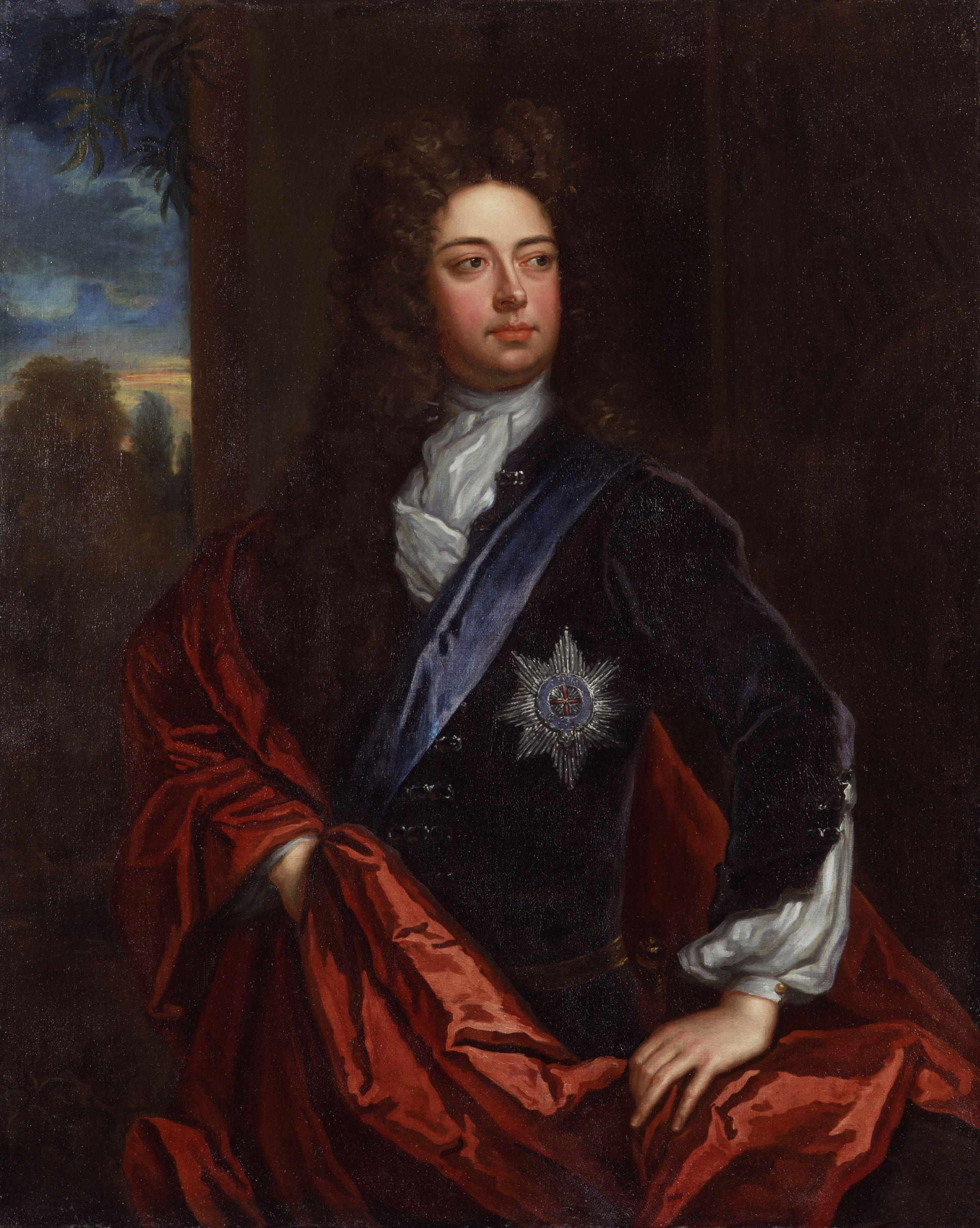
John Churchill, 1er duc de Marlborough, par Godfrey Kneller. Fin du XVIIe siècle ou début du XVIIIe siècle.

Après sa victoire à Ramillies, Marlborough retourne en Angleterre et, par acclamation du Parlement, voit ses titres et biens concédés à ses héritiers, hommes ou femmes, afin que « le souvenir de ces actes ne soit jamais oublié par celui qui portera son nom ». Toutefois, le succès des Alliés est suivi, en 1707, par une reprise de la guerre par les armées françaises sur tous les fronts avec un retour à des querelles politiques et une incapacité de décision au sein de la Grande Alliance. La grande guerre du Nord manque également d'avoir de graves conséquences. Les Français espèrent amener Charles XII de Suède à attaquer l'Empire au sujet de la succession de la Pologne, mais par une visite au quartier-général du roi à Altranstädt, Marlborough, en bon diplomate, aide à apaiser Charles XII et à prévenir son intervention dans la guerre de Succession d'Espagne. Néanmoins, d'importants revers en Espagne, à Almansa et le long du Rhin dans le sud de l'Allemagne, causent beaucoup de soucis à Marlborough et rendent les Néerlandais encore moins coopératifs, opposant leur veto aux plans du duc pour toute action d'envergure aux Pays-Bas. La défaite du prince Eugène à Toulon (objectif majeur de Marlborough pour 1707), met fin à tout espoir de gagner la guerre cette année-là.
À son retour, Marlborough se retrouve en pleine tempête politique, les critiques du gouvernement portant sur la conduite générale de la guerre. Si le duc et Godolphin ont accepté d'étudier avec Harley un programme modéré susceptible de conduire à un nouveau gouvernement de coalition, ils sont furieux d'apprendre que, en privé, Harley critique la gestion de la guerre d'Espagne devant la reine et que son associé, Henry St John, ministre des Armées, soulève la question au Parlement. Convaincus d'être victimes d'une cabale manigancée par Harley, Marlborough et Godolphin menacent la reine de démission si elle ne le congédie pas. Anne lutte obstinément pour garder son ministre favori mais, lorsque le duc de Somerset et le comte de Pembroke refusent d'occuper leurs fonctions sans « le général [Marlborough], ni le ministre du Trésor [Godolphin] », Harley démissionne : Henry Boyle le remplace comme secrétaire d'État, et son ami, le whig Robert Walpole, remplace St John en tant que ministre des Armées. La lutte de Marlborough lui a finalement donné accès au pouvoir, mais c'est plus une victoire des whigs et, surtout, il a perdu toute influence sur la reine.

### Audenarde et Malplaquet

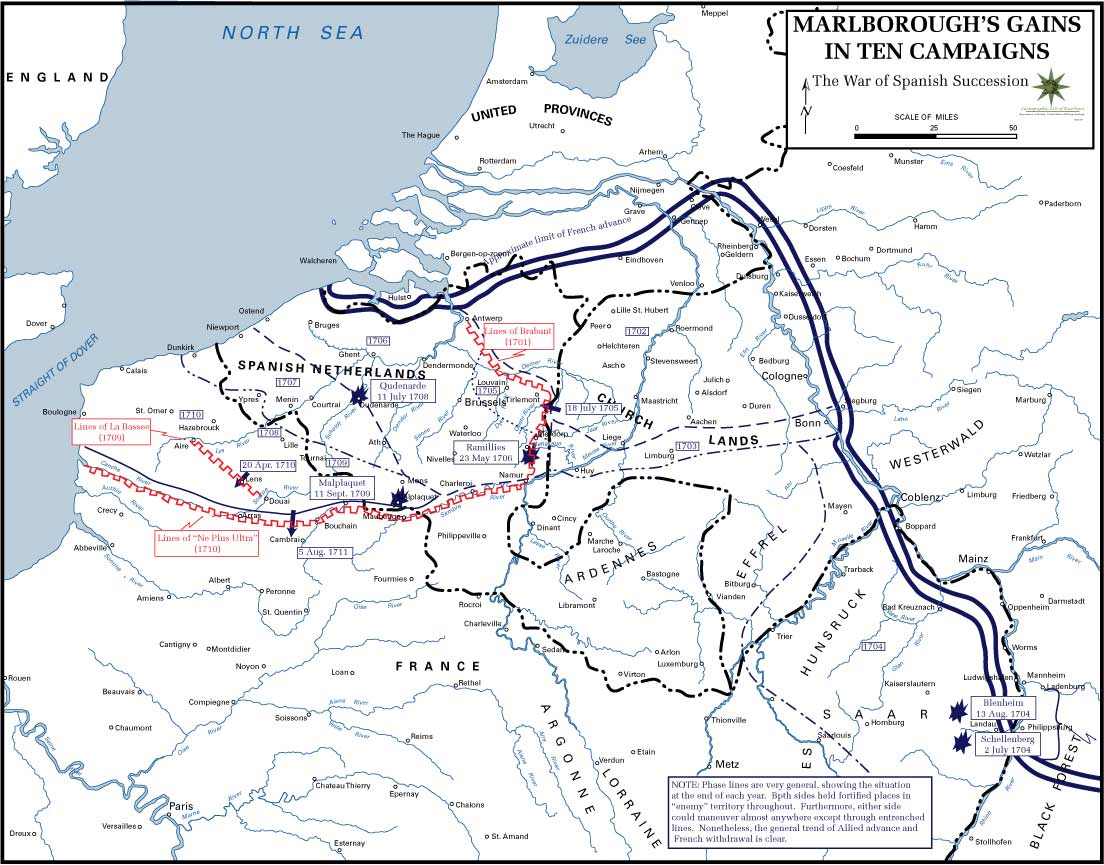
Les principales batailles et sièges de Marlborough dans la guerre de Succession d'Espagne. Dans la décennie 1702-1711, Marlborough livre cinq grandes batailles ; il assiège et prend plus de trente forteresses ennemies.

Les revers militaires de 1707 continuent dans les premiers mois de 1708 avec les chutes de Bruges et de Gand passées à la France. Cependant, l'arrivée sur le théâtre de la guerre du prince Eugène, son co-commandant de Blenheim, redonne le sourire à Marlborough. Réconforté par la confiance sans faille du prince, il veut reprendre l'initiative stratégique. Son plan est une répétition de la double invasion de l'année précédente, cette fois en portant le coup principal aux Pays-Bas. Après une marche forcée, les Alliés franchissent l'Escaut à Audenarde au moment où l'armée française, sous les ordres du maréchal de Vendôme et du duc de Bourgogne, la passent plus au nord avec l'intention d'assiéger la place. Marlborough, ayant retrouvé sa confiance en lui, prend des mesures décisives pour les affronter. Sa victoire à la bataille d'Audenarde, le 11 juillet 1708, démoralise l'armée française en Flandres. Une fois encore, Marlborough a démontré sa vision globale du terrain et de l'organisation, ainsi que sa connaissance aiguë de l'ennemi. Il veut alors marcher directement sur Paris, mais conseillé par un Eugène plus prudent, les Alliés font le siège de Lille, la plus puissante forteresse d'Europe à l'époque. Tandis que le duc commande les forces de couverture, le prince supervise le siège de la ville qui se rend le 22 octobre, mais ce n'est que le 10 décembre que Boufflers se résout à rendre la citadelle de Lille. Pourtant, malgré toutes les difficultés d'un siège en hiver, la campagne de 1708 a été un succès remarquable pour les Alliés, nécessitant des compétences supérieures en logistique et organisation. Les Alliés reprennent Bruges et Gand ; les Français sont chassés de presque tous les Pays-Bas espagnols : « Celui qui n'a pas vu cela, écrit Eugène, n'a rien vu ».

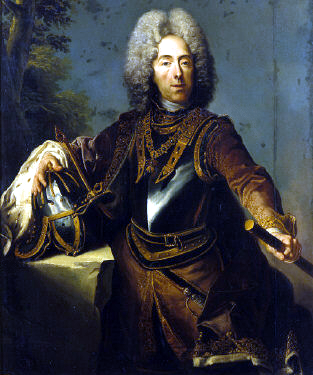
Le prince Eugène de Savoie par Jacob van Schuppen. En dehors de Ramillies, il participe à toutes les grandes batailles de Marlborough dans la guerre de Succession d'Espagne.

Alors que Marlborough reçoit les honneurs sur le champ de bataille, les whigs, en phase ascendante, éconduisent les derniers conservateurs du gouvernement. Marlborough et Godolphin, désormais coupés de la reine Anne, doivent désormais se conformer aux décisions du gouvernement whig, tandis que les conservateurs se réjouissent de la chute de leurs anciens dirigeants. Pour aggraver la situation, Sarah, poussée par sa haine envers Harley et Abigail, a finalement conduit la reine à rompre avec elle. Cependant la reine lui laisse son poste à la Cour par nécessité, car elle ne veut pas que cette disgrâce nuise à son mari victorieux à la tête des armées.
Après ses récentes défaites et un des pires hivers de l'histoire moderne, la France est sur le point de s'effondrer, mais les Français repoussent en juin les exigences avancées par les Alliés aux pourparlers de paix de La Haye d'avril 1709 (notamment l'article 37 qui oblige Louis XIV à se retirer d'Espagne dans les deux mois sous peine de reprise de la guerre). Les whigs, les Néerlandais, Marlborough et le prince Eugène sont, pour des raisons personnelles et politiques, incapables d'obtenir une paix qui leur soit favorable, adhérant au slogan sans compromis « Pas de paix sans l'Espagne », alors qu'ils n'ont pas une idée très claire pour arriver à un résultat. Harley, écarté du gouvernement par Abigail, rallie les modérés et se prépare à occuper un rôle central.
Marlborough reprend la guerre aux Pays-Bas en juin 1709. Après avoir empêché le maréchal de Villars de prendre la ville de Tournai, le 3 septembre (opération majeure et sanglante), les Alliés portent leur attention sur Mons, déterminés à maintenir une pression sur les Français. Obéissant aux ordres directs d'un Louis XIV complètement désespéré et lui demandant de sauver la ville, Villars avance le 9 septembre 1709 sur le petit village de Malplaquet et s'y retranche.

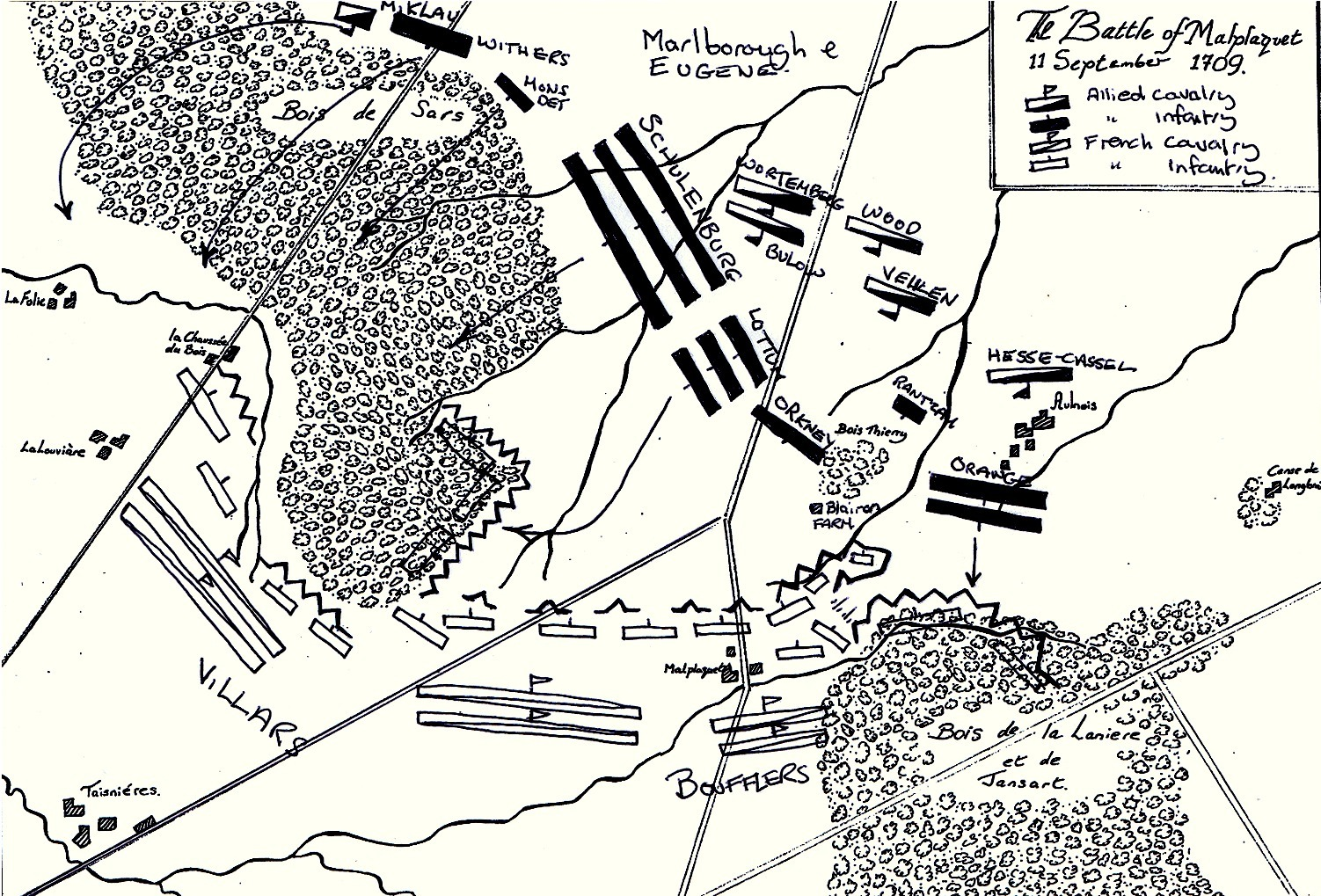
Forces engagées dans la bataille de Malplaquet.

Deux jours plus tard, les forces ennemies s'affrontent. Sur le flanc gauche des Alliés, le prince d'Orange lance l'infanterie néerlandaise dans des charges désespérées sans autre résultat que de la voir taillée en pièces. Sur le flanc droit, Eugène attaque à son tour et peine presque aussi sévèrement. Néanmoins, devant la résistance rencontrée sur ses ailes, Villars se voit contraint d'affaiblir son centre et permet à Marlborough d'y effectuer une percée, autorisant ce dernier à revendiquer la victoire. Pourtant, le coût en est élevé, le nombre de victimes alliées est environ le double de celui de l'ennemi (les sources divergent), obligeant Marlborough à admettre : « Les Français se sont mieux défendus dans cette action que dans toute autre bataille que j'ai vue ». Les Français croient que Marlborough a été tué pendant le combat et composent à ce sujet, sur un air ancien, la chanson Malbrough s'en va-t-en guerre, toujours populaire aujourd'hui.
Le duc s'empare de Mons le 20 octobre, mais à son retour en Angleterre, ses ennemis utilisent le chiffre des victimes de Malplaquet pour salir sa réputation. Harley, maintenant à la tête du parti tory, fait tout pour convaincre ses collègues que les belliqueux whigs et, par leur accord apparent avec la politique whig, Marlborough et Godolphin sont décidés à mener le pays à la ruine.

### Fin de partie

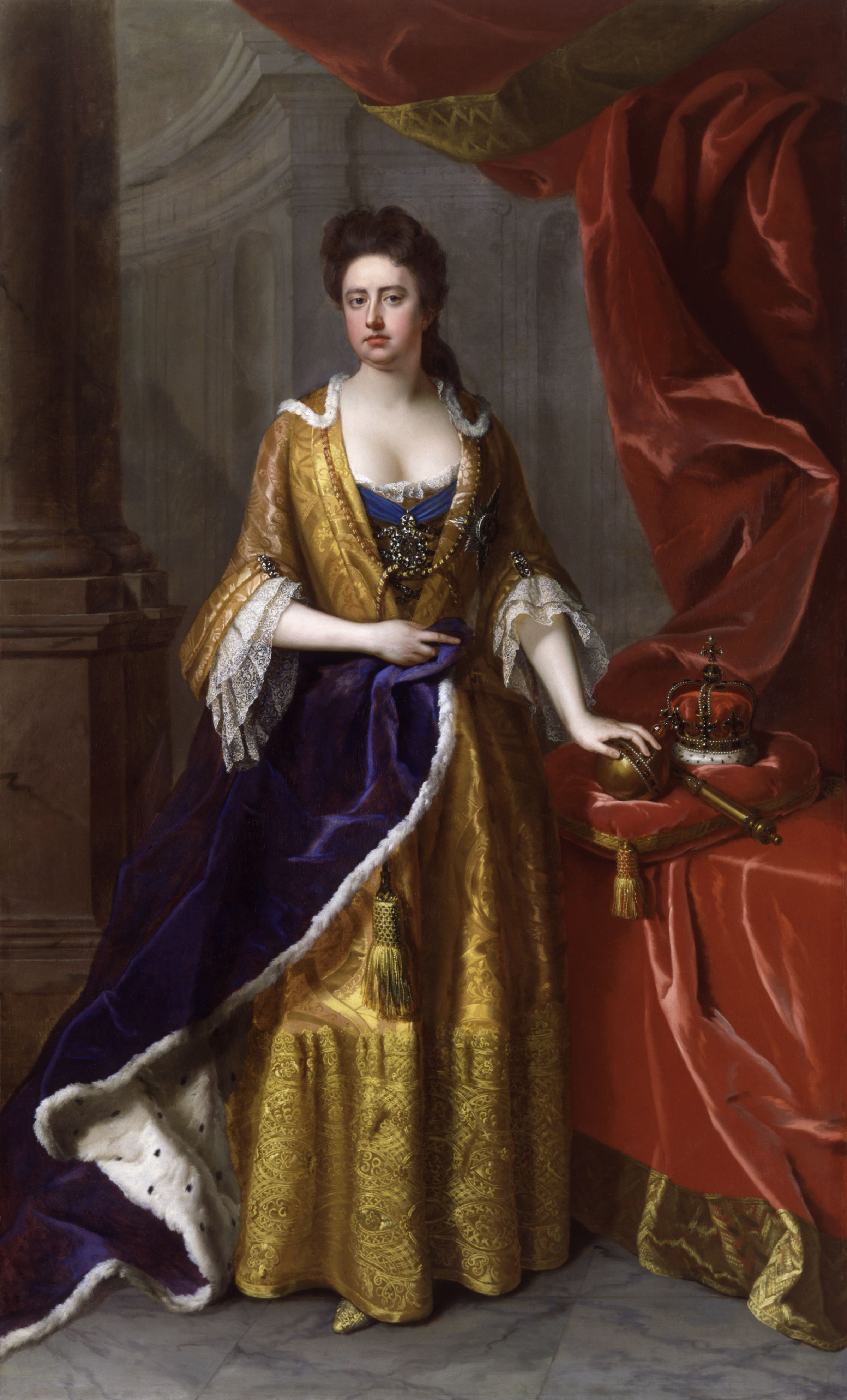
La reine Anne par Michael Dahl.

Les Alliés étaient persuadés qu'une victoire dans une grande bataille obligerait Louis XIV à accepter la paix à leurs conditions, mais, après Malplaquet (la plus sanglante bataille de la guerre), cette idée perd de sa validité : Villars n'a eu qu'à éviter la défaite pour qu'un règlement de paix par compromis devienne inévitable. En mars 1710, de nouveaux pourparlers de paix s'ouvrent à Geertruidenberg mais, encore une fois, Louis XIV refuse la demande des whigs d'obliger son petit-fils à renoncer au trône d'Espagne. Publiquement, Marlborough applique la ligne de conduite du gouvernement, mais en privé il émet de sérieux doutes quant aux possibilités d'obliger les Français à accepter ce choix déshonorant.
Bien que le duc n'ait été qu'un observateur à Geertruidenberg, l'échec des négociations donne du crédit à ses détracteurs qui l'accusent d'avoir voulu délibérément prolonger la guerre pour son profit. Pourtant, c'est avec réticence qu'il retourne en campagne au printemps, prenant Douai en juin, avant de prendre Béthune et Saint-Venant puis, en novembre, Aire-sur-la-Lys. Néanmoins, à cette époque, le soutien à la politique pro-guerre des whigs décline. Le gouvernement a longtemps manqué de cohésion et de confiance mutuelle (notamment à la suite des émeutes de Sacheverell) quand, lors de l'été, le plan pour l'arrêter, préparé par Harley, est mis en action par la reine. Sunderland est remercié en juin, suivi par Godolphin (qui a refusé de rompre ses liens avec Sarah) en août. D'autres suivent. Les élections générales en octobre voient une augmentation de popularité des tories et une victoire pour la politique de paix. Marlborough reste cependant à la tête de l'armée. La junte vaincue, les Néerlandais, le prince Eugène et l'empereur Joseph Ier le prient de rester pour leur cause commune, tandis que les nouveaux ministres, sachant qu'ils ont à préparer une autre campagne, l'obligent à maintenir la pression sur l'ennemi jusqu'à ce qu'ils aient pris leurs propres dispositions pour la paix.
Le duc, « beaucoup plus mince et beaucoup changé », retourne en Angleterre en novembre. Ses relations avec Anne ont subi de nouveaux revers au cours des derniers mois (elle a refusé de le nommer capitaine-général à vie et se serait immiscée dans les nominations militaires). Les dommages faits à la réputation générale de Marlborough sont importants car ils sont très visibles. Pour l'instant, cependant, la question centrale est la duchesse Sarah dont Harley et Abigail, pleins d'un ressentiment croissant, ont finalement persuadé la reine de se débarrasser. Marlborough rencontre Anne, le 17 janvier 1711(*) en une dernière tentative pour sauver sa femme, mais elle ne se laisse pas influencer et exige que Sarah abandonne sa « Clé d'Or » (symbole de sa fonction) dans les deux jours, l'avertissant : « Je ne parlerai de rien d'autre tant que je n'aurai pas la clé ».

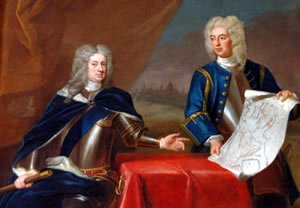
Marlborough et John Armstrong, son ingénieur en chef, probablement par Enoch Seeman. Décrits comme discutant du siège de Bouchain.

Malgré toute cette agitation et sa santé déclinante, Marlborough revient à La Haye à la fin février pour se préparer à ce qui va être sa dernière et l'une de ses plus grandes campagnes. Une fois de plus, Marlborough et Villars s'affrontent, cette fois le long du secteur des lignes non plus ultra d'Avesnes-le-Comte-Arras. Par un exercice brillant de tromperie psychologique et de marche de nuit secrète, couvrant soixante kilomètres en dix-huit heures, les Alliés pénètrent dans les lignes censées imprenables sans perdre un seul homme ; Marlborough est alors en position d'assiéger la forteresse de Bouchain. Villars, trompé et manœuvré, est incapable d'intervenir, obligeant la forteresse à capituler sans condition le 12 septembre. Chandler écrit : « L'art purement militaire avec lequel il a trompé à plusieurs reprises Villars pendant la première partie de la campagne est sans égal dans les annales de l'histoire militaire […] le siège de Bouchain qui suivit avec toutes ses complexités techniques, a été une manifestation aussi de sa supériorité guerrière ».
Pour Marlborough, toutefois, le temps s'est écoulé. Ses gains stratégiques de 1711 font qu'il est pratiquement certain que les Alliés marcheront sur Paris l'année suivante, mais Harley n'a pas l'intention de laisser la guerre se poursuivre, ce qui risquerait de compromettre les conditions favorables obtenues lors de pourparlers secrets anglo-français (avec l'idée que Philippe V restera sur le trône d'Espagne) qui ont eu lieu tout au long de l'année. Marlborough a depuis longtemps des doutes quant à la politique des whigs de « Pas de paix sans l'Espagne », mais il est peu disposé à abandonner ses alliés (y compris l'électeur de Hanovre, héritier présomptif d'Anne) et se joint aux whigs pour s'opposer à ces préliminaires de paix. Les prières personnelles de la reine, depuis longtemps fatiguée de la guerre, ne réussissent pas à convaincre le duc. L'électeur de Hanovre indique clairement que lui aussi est contre les propositions et prend publiquement parti pour les whigs. Néanmoins, Anne reste ferme et, le 7 décembre 1711(*), elle annonce que « nonobstant ceux qui se plaisent dans les arts de la guerre — raillerie destinée à Marlborough — tout autant l'heure que le lieu sont venus pour l'ouverture d'un traité de paix générale ».

### Congédiement
Pour éviter la reprise de la guerre au printemps, le gouvernement anglais juge indispensable de remplacer Marlborough par un général plus proche de lui et moins en contact avec les Alliés. Pour ce faire, Harley (nouvellement créé comte d'Oxford et comte Mortimer) et St John, croient tout d'abord nécessaire de porter des accusations de corruption contre le duc, complétant ainsi le portrait anti-whig et pro-guerre qu'a présenté Jonathan Swift au public, notamment dans son Conduct of the Allies (1711). Les moyens destinés à achever Marlborough sont déjà en œuvre lorsque le gouvernement lance une commission parlementaire « pour recueillir, examiner et statuer sur les comptes publics du Royaume », afin de rechercher de possibles irrégularités dans la gestion de la guerre.
La commission parlementaire de la Chambre des communes porte deux chefs d'accusation contre Marlborough : d'abord, elle affirme que, depuis plus de neuf ans, il a reçu illégalement plus de 63 000 £ de la part des entreprises d'approvisionnement et de transport aux Pays-Bas ; en deuxième lieu, qu'il a prélevé 2,5 % sur les salaires des troupes étrangères à la solde de l'Angleterre soit 280 000 £. Malgré les réfutations de Marlborough (prétendant que la première allégation est trop ancienne pour être jugée, et, pour la seconde, produisant un mandat signé par la reine en 1702 l'autorisant à effectuer ces déductions sur l'argent des services secrets pour la guerre), les résultats sont assez concluants pour qu'Harley persuade la reine de relever son capitaine-général de ses fonctions. Le 29 décembre 1711(*), avant que les accusations ne soient examinées par le Parlement, la reine Anne, qui lui doit le succès et la gloire de son règne, lui envoie une lettre mettant fin à ses fonctions : « Je suis désolée pour vous-même, mais les motifs devenus publics me mettent dans l'obligation de vous faire savoir que vous avez rendu impossible de continuer d'être à mon service ». Les conservateurs qui dominent le Parlement concluent à une large majorité que « le prélèvement de telles sommes d'argent chaque année par le duc de Marlborough, sur les contrats d'achat de biens et de transports […] est injuste et illégal » et que « les 2,5 % prélevés sur la paye des troupes étrangères sont de l'argent public et doivent être comptabilisés ». Lorsque son successeur, le duc d'Ormonde, quitte Londres pour La Haye afin de prendre le commandement des forces britanniques, il part, comme le note l'évêque Gilbert Burnet, avec « les mêmes indemnités qui ont valu récemment une condamnation pénale au duc de Marlborough ».
Les Alliés sont abasourdis par le licenciement de Marlborough. Les Français, cependant, se réjouissent de la suppression de l'obstacle principal aux pourparlers de paix anglo-français tenus tout au long de 1712. Harley et St John n'ont pas l'intention de laisser les coudées franches au nouveau capitaine-général et Ormonde reçoit des « instructions en mai, lui interdisant d'utiliser les troupes britanniques contre les Français — mesure tristement célèbre qui obère définitivement la campagne du prince Eugène en Flandre ». Marlborough continue de donner son point de vue, mais est en difficulté : attaqué par ses ennemis et la presse gouvernementale, sa fortune en péril, le palais de Blenheim encore inachevé et à court d'argent, l'Angleterre partagée entre partisans de la maison de Hanovre et jacobites, il juge préférable de quitter le pays. Après avoir assisté aux funérailles de Sidney Godolphin, le 7 octobre(*), il part en exil sur le continent, le 1er décembre 1712(*).

### Retour en grâce

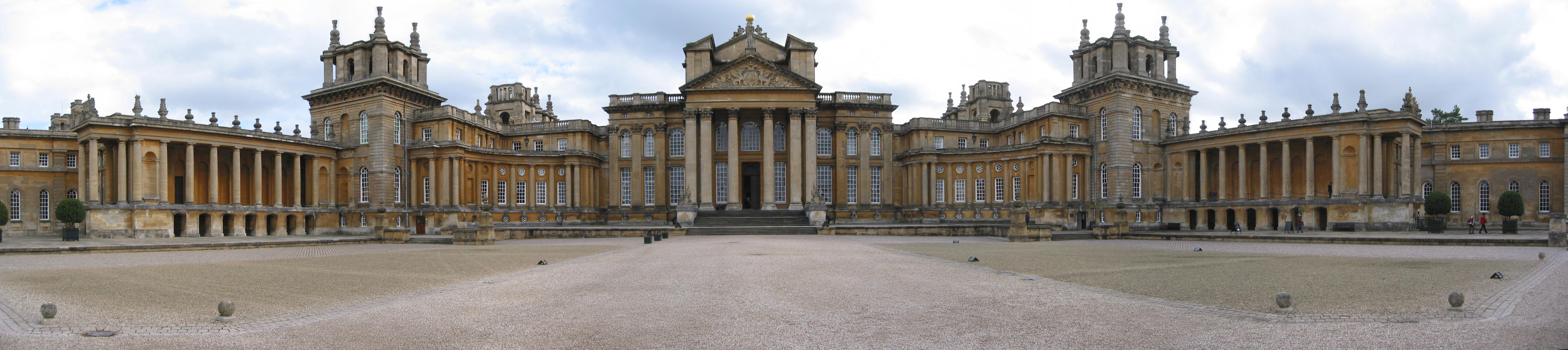
Le palais de Blenheim de John Vanbrugh. Commencé en 1705, puis arrêté pour des questions financières, ce tas de pierres, comme l'a appelé la duchesse de Marlborough, est finalement achevé en 1733.

Marlborough est bien accueilli et fêté par les habitants et dans les cours d'Europe où il est non seulement considéré comme un grand général mais aussi comme prince du Saint-Empire romain. Sarah le rejoint en février 1713 et est ravie quand, en arrivant à Francfort au milieu du mois de mai, elle voit que les troupes sous le commandement du prince Eugène témoignent au duc tous les égards auxquels il aurait droit s'il avait été encore en fonction. Le duc rejoint également sa principauté de Mindelheim qui va revenir ensuite, comme il le suspecte, à la Bavière à l'issue des négociations de paix.
Tout au long de ses voyages, Marlborough reste en contact étroit avec la cour de Hanovre, déterminé à assurer une succession hanovrienne sans effusion de sang à la mort d'Anne. Il maintient également une correspondance avec les jacobites. L'esprit de l'époque voit sans mal l'amitié continue que Marlborough témoigne à son neveu le duc de Berwick, fils naturel de Jacques II et de sa sœur Arabella. Néanmoins, ses engagements contre une restauration jacobite (qu'il a pris lors des premières années de pouvoir de Guillaume III, quelle que soit sa mauvaise foi), ne lèvent pas tous les soupçons des Hanovre et, peut-être, l'empêchent d'occuper un premier rôle comme conseiller du futur George Ier.

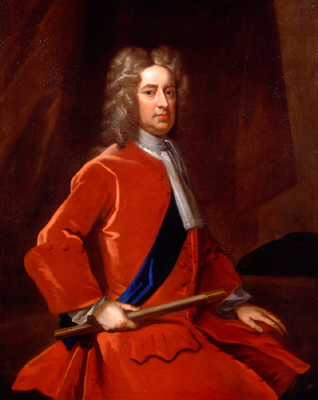
Marlborough par Enoch Seeman. Ce dernier portrait le montre après sa retraite peut-être en 1716 ou 1717 après sa congestion cérébrale.

Les représentants de la France, la Grande-Bretagne et la République de Hollande signent le traité de paix d'Utrecht, le 11 avril 1713(*) — tandis que l'empereur germanique et ses alliés allemands, y compris l'Électeur de Hanovre, continuent la guerre avant d'accepter le règlement général l'année suivante. Le traité marque l'émergence de la Grande-Bretagne comme grande puissance. Au plan intérieur, toutefois, l'Angleterre reste divisée entre whigs et tories, jacobites et partisans de Hanovre. À l'époque, Robert Harley (comte d'Oxford) et St John (vicomte de Bolingbroke depuis 1712), qui sont entièrement absorbés par leur inimitié mutuelle et des querelles politiques, ont effectivement brisé le gouvernement conservateur. Marlborough en exil se tient bien informé des événements et reste un personnage puissant sur la scène politique, notamment en raison de l'attachement personnel que la reine lui porte toujours. Après la mort de sa fille Elisabeth de la variole en mars 1714, Marlborough contacte la reine. Bien que le contenu de la lettre soit inconnu, il est possible qu'Anne l'ait laissé revenir chez lui. Quoi qu'il en soit, il semble qu'un accord soit conclu pour rétablir le duc dans ses anciennes fonctions.
La période de prédominance d'Oxford est maintenant arrivée à son terme ; Anne se tourne vers Bolingbroke et Marlborough pour prendre les rênes du gouvernement et assurer une succession en douceur. En effet, sous le poids de la lourde charge, la santé de la reine, déjà fragile, se détériore rapidement et, le 1er août 1714(*) — le jour où Marlborough revient en Angleterre — elle meurt. Le Conseil privé proclame aussitôt l'électeur de Hanovre roi d'Angleterre. Les jacobites ne peuvent agir, ce que Daniel Defoe appelle la « solidité de la constitution » a triomphé et les régents choisis par George préparent son arrivée. Cette arrivée est de mauvais augure pour les « hommes d'Utrecht », Bolingbroke et Oxford. Bolingbroke (ardent jacobite) s'enfuit vers la France tandis que les whigs enferment Oxford à la tour de Londres. En revanche, Marlborough est reçu avec la plus grande cordialité par le roi. Ce dernier ne lui a pas entièrement pardonné son flirt avec Jacques II et a l'intention de ne faire appel qu'à ses capacités militaires. Ainsi, reconduit dans ses fonctions de capitaine-général, maître général de l'artillerie et colonel de la Garde, Marlborough est redevenu une personne influente et respectée à la Cour.
Le retour du duc en grâce auprès de la maison de Hanovre lui permet de diriger les troupes lors de la rébellion des jacobites en 1715 à Londres (même si c'est en fait son ancien assistant, Cadogan, qui dirige les opérations). Mais sa santé décline et, le 28 mai 1716(*), peu après la mort de sa fille Anne, il est victime d'une congestion cérébrale à Holywell Chamber. Cet accident est suivi par un autre en novembre, plus grave, cette fois au palais de Blenheim. Le duc se remet quelque peu, mais souffre d'aphasie, même si son esprit est resté lucide. Il récupère assez pour sortir voir les ouvriers travailler au palais de Blenheim et participer au vote à la Chambre des lords pour la destitution du comte d'Oxford.
En 1719, le duc et la duchesse peuvent s'installer dans l'aile Est du palais inachevé, mais Marlborough aura seulement trois ans pour en profiter. Pendant son séjour à Windsor Lodge en juin 1722 peu après son soixante-douzième anniversaire, il est victime d'une autre congestion. Enfin, à 4 h le 16 juin(*), il meurt en présence de sa femme et de ses deux filles survivantes, Henrietta Godolphin et Mary Montagu. Il est d'abord enterré dans un caveau à l'extrémité est de la chapelle de Henri VII à l'abbaye de Westminster, mais, selon les instructions laissées par Sarah, qui ne décédera qu'en 1744, sa dépouille sera transférée à ses côtés sous la voûte de la chapelle du palais de Blenheim.

## Considérations

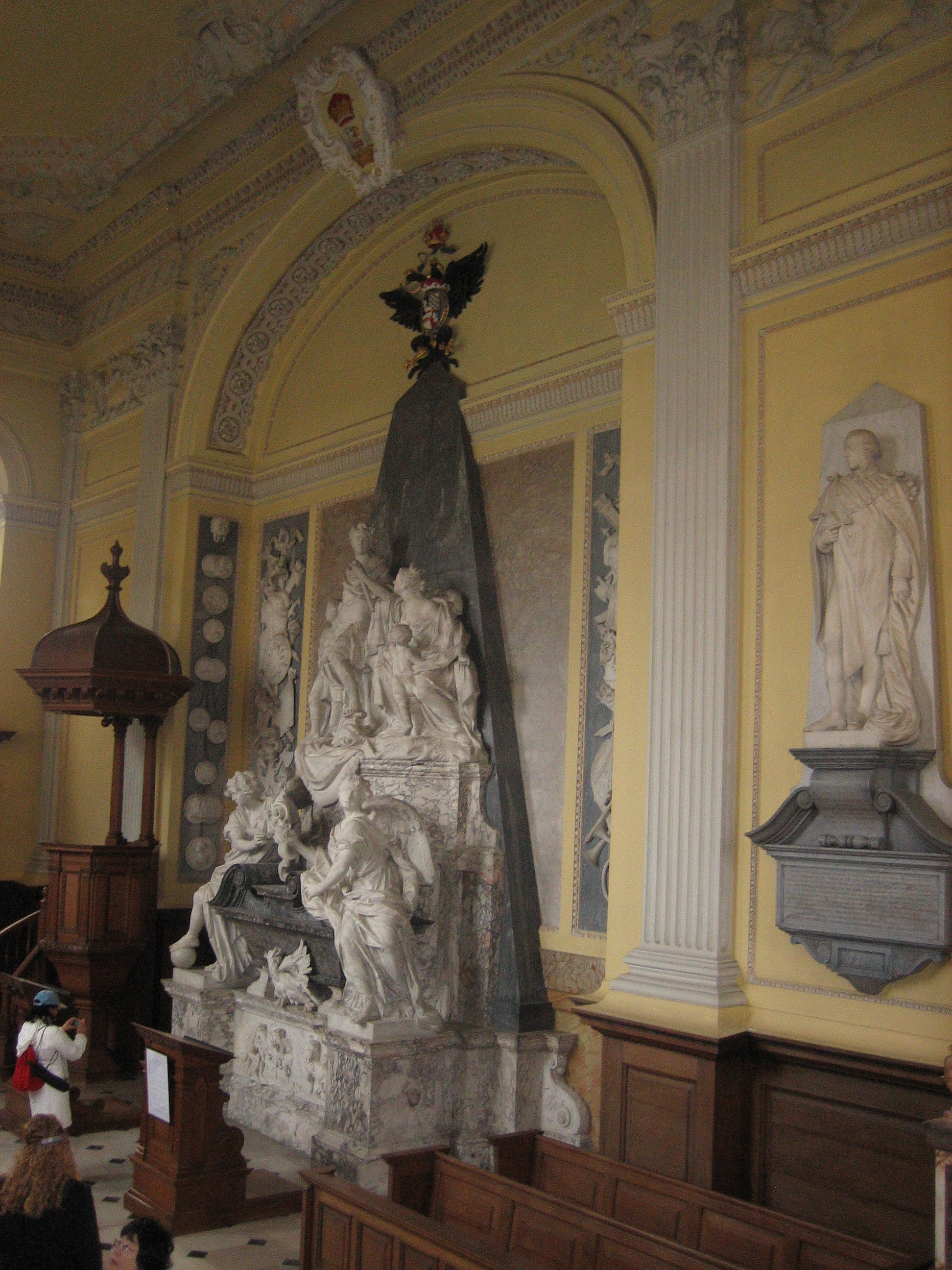
Le tombeau du duc et de la duchesse dans la chapelle du palais de Blenheim.

Pour les historiens militaires David Chandler et Richard Holmes, Marlborough est le plus grand officier britannique de l'histoire, point de vue partagé par, en particulier, le duc de Wellington, qui n'a pu « concevoir rien de plus de grand que Marlborough à la tête d'une armée anglaise. » Toutefois, l'historien Thomas Babington Macaulay, un whig, dénigre Marlborough dans les pages de son livre The History of England, le poursuivant même, selon les mots de l'historien John Wilson Croker, avec « plus de férocité mais beaucoup moins de sagacité qu'un bon limier ». C'est chez Jonathan Swift et auprès des pamphlétaires conservateurs de la dernière partie du règne d'Anne que Macaulay a d'abord trouvé cette vision défavorable. Selon George Trevelyan, Macaulay a « instinctivement voulu que le génie de Marlborough se démarque clairement sur le fond de sa scélératesse ». C'est en réponse à l'« Histoire » de Macaulay que Winston Churchill écrit les quatre volumes sur son ancêtre : Marlborough: His Life and Times.
Marlborough a été dévoré d'ambition, recherchant sans relâche la richesse, la puissance et la promotion sociale, ce qui lui a valu la réputation d'être avare et cupide. Ces traits peuvent avoir été exagérés à des fins partisanes, mais, note Trevelyan, presque tous les autres hommes d'État de l'époque ont cherché à fonder des lignées et à amasser de l'argent aux dépens du public ; Marlborough ne différant d'eux sur ce point que par l'importance publiquement affichée de sa soif de richesses. Dans sa quête de gloire et quand ses intérêts personnels étaient en jeu, il pouvait se montrer sans scrupule, comme en témoigne sa désertion envers Jacques II. Macaulay considère cet épisode comme une trahison égoïste et son analyse est partagée par G. K. Chesterton : « Churchill, comme pour ajouter quelque chose à son imitation parfaite de Judas Iscariote, alla vers Jacques II avec des professions éhontées d'amour et de fidélité […], puis, tranquillement, remit l'armée à l'envahisseur ». Pour Trevelyan, le comportement de Marlborough pendant la révolution de 1688 témoigne de son « dévouement à la liberté de l'Angleterre et à la religion protestante ». Cependant, sa correspondance continue avec Saint-Germain n'est pas en son honneur. Bien que Marlborough n'a jamais souhaité une restauration jacobite, son double jeu a fait que ni Guillaume III, ni George Ier, n'ont jamais pu lui faire entièrement confiance.
La faiblesse de Marlborough pendant le règne d'Anne marque la scène politique anglaise. Sa volonté de préserver l'indépendance des pouvoirs royaux lui a d'abord valu le soutien de tous mais, après avoir perdu les faveurs royales, le duc, comme son allié clé Godolphin, s'est retrouvé isolé, d'abord obligé de servir les whigs, puis victime des tories. Sa réputation, cependant, repose plus sur ses faits militaires que comme homme d'État ou courtisan.

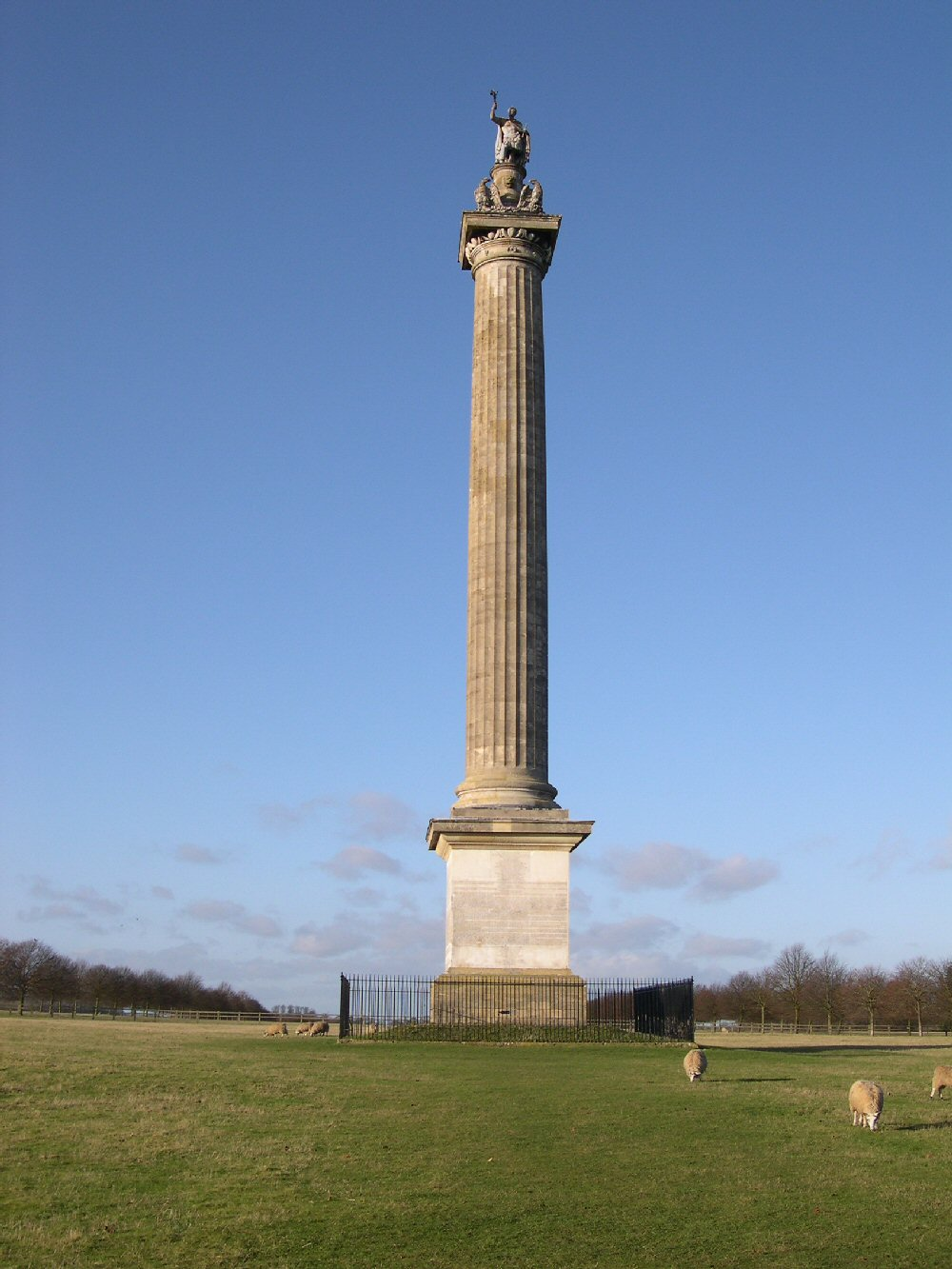
La colonne de la Victoire à Blenheim Oxfordshire.

D'un point de vue politique, Marlborough avait une connaissance rare des grandes questions en jeu et a pu, dès le début de la guerre de Succession d'Espagne, avoir une vue d'ensemble du conflit. Il a été l'une des rares personnes influentes à travailler pour une véritable unité au sein de la Grande Alliance mais sa volonté de prolonger la guerre visant au remplacement de Philippe V comme roi d'Espagne a été une erreur fatale. Marlborough a été accusé — peut-être pour des raisons politiques et diplomatiques — de ne pas s'appuyer sur ses doutes pour repousser son erreur. L'Espagne, qui a fourni en continu hommes et matériel à l'ennemi, a finalement fait échouer ses chances de succès en Flandre, principal théâtre de la guerre. Les Alliés se sont à plusieurs reprises trouvés à deux doigts d'une victoire complète, mais les conditions de plus en plus sévères imposées à Louis XIV ont empêché une fin rapide des hostilités. Le duc a perdu son influence politique lors des derniers temps de la guerre, mais il possédait encore un important prestige à l'étranger. Son incapacité à faire passer ses convictions intimes à ses alliés ou maîtres politiques fait qu'il a dû assumer une certaine responsabilité dans la poursuite de la guerre au-delà de sa conclusion logique.
Comme militaire, Marlborough préférait la bataille à la guerre de siège. Aidé par une équipe d'experts (en particulier ses aides de camp soigneusement sélectionnés, comme Cadogan) et jouissant d'une relation personnelle étroite avec le prince Eugène, Marlborough a su faire preuve de clairvoyance, ses idées étant souvent très en avance sur ses contemporains. Il était passé maître dans l'évaluation des traits principaux de l'ennemi dans les batailles. Marlborough était plus à l'aise pour manœuvrer que ses adversaires et il a su mieux que quiconque maintenir le rythme des opérations à des moments critiques ; pour autant, il se qualifiait plus comme un grand praticien des contraintes de la guerre du début du XVIIIe siècle que comme un grand innovateur ayant radicalement redéfini la théorie militaire. Néanmoins, ses conceptions d'ouverture du feu, de mouvement et de coordination des attaques, ont été à l'origine de son immense succès sur les champs de bataille.
Comme gestionnaire, Marlborough a également été sans égal, son soin du détail étant tel que ses troupes se trouvaient rarement à court d'approvisionnement et que son armée arrivait à destination au complet et en état de combattre. Cette préoccupation du bien-être des soldats, sa capacité à inspirer la confiance et sa volonté de partager les dangers de la guerre, lui ont souvent valu l'adulation de ses hommes ; « Le monde ne pouvait produire un homme de plus d'humanité », dit le caporal Matthew Bishop. C'est cette gamme de capacités qui fait de Marlborough quelqu'un d'exceptionnel. Même ses anciens adversaires ont reconnu ses qualités. Dans ses Letters on the Study of History (1752), Bolingbroke déclare : « Je saisis avec plaisir cette occasion de rendre justice à ce grand homme […] [dont on se souvient] comme [du] plus grand général et comme [du] plus grand ministre que notre pays, ou peut-être le monde ait produit et que j'honore ». Son succès a été rendu possible grâce à son énorme endurance ; sa volonté et son auto-discipline, et sa capacité à tenir soudée l'Alliance contre la France, qu'ont renforcée ses victoires, ne peut guère être surestimée. Son descendant direct, Winston Churchill, a déclaré : « Il a commandé pendant dix campagnes les armées de l'Europe contre la France. Il a remporté quatre grandes batailles et de nombreuses victoires importantes […] Il n'y a aucune bataille qu'il n'ait gagnée, ni une forteresse assiégée qu'il n'ait prise […] Il quitta la guerre invaincu ». Il n'est pas autre soldat britannique à avoir jamais eu un tel fardeau sur les épaules et autant de responsabilités de tous ordres.

### Citations originales
1. ↑  I have not time to say more, but to beg you will give my duty to the Queen and let her know her Army has had a glorious victory. Monsieur Talland and two other Generals are in my coach and I am following the rest: the bearer, my aide-de-camp, Colonel Parke, will give her an account of what has passed. I shall do it in a day or two, by another more at large.